# Chute de Constantinople
Vous lisez un « bon article » labellisé en 2013.
« Siège de Constantinople (1453) » redirige ici. Pour les autres significations, voir Siège de Constantinople.
Guerres byzantino-ottomanes
Batailles
- Bapheus
- Campagne catalane
- Bursa
- Pélékanon
- Nicée
- Nicomédie
- 1re Gallipoli
- 2e Gallipoli
- Philadelphie
- 1re Constantinople
- 2e Constantinople
- 3e Constantinople
- 4e Constantinople
- Thessalonique
- Bosphore
- 5e Constantinople

La chute de Constantinople ou encore la prise de Constantinople (en grec médiéval : Ἅλωσις τῆς Κωνσταντινουπόλεως, litt. « La prise de Constantinople » ; en turc : Konstantiniyye'nin fethi (ou İstanbul'un fethi), litt. « La conquête de Constantinople (actuellement Istanbul) ») est un siège historique qui aboutit, le 29 mai 1453, à la prise de la ville par les troupes ottomanes conduites par Mehmed II. Elle marque la disparition de l’Empire romain d'Orient, aussi qualifié d'Empire byzantin, et sa fin définitive en tant qu’entité politique et juridique.
Le siège, qui commence au début du mois d’avril 1453, intervient alors que la situation de Constantinople s’est considérablement dégradée lors des siècles précédents. En 1453, l’Empire se réduit aux alentours de Constantinople et au Péloponnèse et il n’est plus en état de résister à la puissance montante qu’est l’Empire ottoman à cette époque. Ce dernier a déjà assiégé Constantinople à deux reprises sans résultats mais contrôle l'Anatolie et une grande partie des Balkans. Malgré de multiples appels à l’aide des Romains en direction de l’Occident, seules quelques rares troupes italiennes combattent aux côtés des 5 000 défenseurs constantinopolitains conduits par l’empereur Constantin XI. Ces 7 000 à 8 000 hommes sont largement surpassés en nombre par les 80 000 à 100 000 soldats ottomans soutenus par une flotte de plus de 120 navires. Après avoir résisté à plusieurs assauts, les Byzantins finissent par céder le 29 mai 1453. S’ensuit un large pillage de la ville puis l’entrée de Mehmed II dans la cité. Il gagne à cette occasion l’épithète de Fatih (le Conquérant) et fait de Constantinople la nouvelle capitale de son empire qui entre dans sa période faste.
Au-delà de la fin d’un empire déjà moribond, la chute de Constantinople a un impact profond sur le monde et notamment en Occident. Héritier de l’Empire romain, traditionnel rempart à l’expansion musulmane en Orient, l’Empire byzantin laisse derrière lui un vide important. Cependant, malgré son déclin politique, l’Empire connaît lors de ses dernières années d'existence un profond renouveau culturel dont les principaux représentants comme Jean Bessarion ou Manuel Chrysoloras émigrent peu à peu en Italie et dans le reste de l’Europe à mesure que l’Empire byzantin s’étiole.
De nombreux historiens, dont Jules Michelet, ont estimé que la chute de Constantinople constitue une vraie rupture marquant la fin du Moyen Âge et le début de la Renaissance. Toutefois, cette vision est de plus en plus remise en cause par des historiens contemporains, qui considèrent plutôt la chute de Constantinople comme une étape dans le processus de transmission du monde grec vers le monde latin, conduisant à la Renaissance.

## Contexte

### Un empire à l'agonie

L’Empire byzantin en 1450.

En 1453, l’Empire romain d'Orient est réduit à la portion congrue. Les Paléologues n’exercent plus le pouvoir qu'autour de Constantinople et sur une partie du Péloponnèse. Les Byzantins ne contrôlent plus les voies commerciales entre l'Occident et l'Extrême-Orient qui avaient contribué à leur richesse. Les concessions commerciales accordées aux Vénitiens et aux Génois se sont notablement accrues au fil des siècles, et les caisses sont de fait vides.
La ville a déjà été encerclée par les forces turques en 1391-1392 et 1394-1402, mais devant l'obligation de combattre les Turco-Mongols à l'est, les Turcs ont laissé la ville sauve. Les années qui suivent constituent une période de calme relatif pour Constantinople, les Ottomans étant occupés par des querelles dynastiques. Cette accalmie n'est pas mise à profit pour renforcer l’Empire. Celui-ci ne dispose plus des moyens pour repartir à l'offensive même s'il parvient à récupérer certains territoires dont la ville de Thessalonique. Les rivalités théologiques entre les Églises d'Orient et d’Occident empêchent l’acheminement d'aide aux Byzantins, et la méfiance envers les Occidentaux est grande à la suite du sac de la ville lors de la quatrième croisade, en 1204. Lucas Notaras, dernier grand amiral de la flotte byzantine et premier personnage de l'Empire après l'empereur, aurait dit : « Plutôt le turban que le chapeau de cardinal ». Si l'authenticité de cette phrase est encore sujette à débat, il n'en reste pas moins qu'elle symbolise le profond ressentiment entre les deux pôles de la chrétienté.
En 1422, Mourad II, ayant mis fin aux querelles dynastiques, assiège Constantinople, impliquée dans les intrigues de la cour ottomane. S'il ne parvient pas à prendre la cité, il pille les possessions byzantines du Péloponnèse et met le siège devant Thessalonique. Le sultan négocie néanmoins un traité de paix et le versement d'un tribut avec Jean VIII Paléologue afin de retourner mater la révolte de Küçük Mustafa en Anatolie, soutenue par les Byzantins.
En 1430, les forces turques prennent et mettent à sac Thessalonique, réduisant la population en esclavage. La menace ottomane se fait de plus en plus pressante et le basileus Jean VIII est décidé à trouver un accord avec l'Église d'Occident. Aussi, en 1438, il prend la mer pour l'Italie en emmenant avec lui des théologiens et des évêques (ils sont près de 700 à avoir fait le voyage). Les deux Églises se réunissent aux conciles de Ferrare et de Florence. Un accord est trouvé entre les Églises latine et orthodoxe en 1439.
En 1440, les Turcs sont repoussés devant Belgrade et le pape en conçoit de grands espoirs. Il prêche donc pour une nouvelle croisade. Celle-ci est commandée par Ladislas III Jagellon, roi de Pologne et de Hongrie. En 1444, les croisés sont mis en déroute à la bataille de Varna et Ladislas est tué.
En 1448, une nouvelle bataille a lieu à Kossovo Polié ; les Turcs, grâce à des forces quatre fois plus nombreuses, remportent la victoire sur les troupes hongroises de Jean Hunyadi. C'est la dernière tentative pour aider l'Empire byzantin agonisant. La même année, Jean VIII décède sans descendance et c'est son frère, Constantin, despote de Morée, qui lui succède. L'Empire byzantin n'a alors plus les moyens de s'opposer aux forces ottomanes et est contraint d'envoyer une ambassade à Mourad pour que celui-ci donne son assentiment à l'accession au pouvoir de Constantin.

### Arrivée deMehmedII
Mehmed II, âgé de 19 ans, succède à son père Mourad II, mort en février 1451. Jeune homme volontaire et autoritaire, il s'est fixé comme objectif principal la prise de Constantinople. Le conseiller de l'empereur Georges Sphrantzès perçoit rapidement la menace que peut faire peser le jeune sultan et propose à Constantin de se marier avec la princesse serbe Mara Branković, la belle-mère de Mehmed et veuve de Mourad. Cette union permettrait entre autres d'allier la Serbie à l'Empire byzantin. Toutefois, Mara Brankovic refuse, arguant du fait qu'elle a juré de ne se consacrer qu'à Dieu dans le cas où ce dernier la délivrerait de Mourad et des Turcs. Dans le même temps, Mehmed sécurise ses arrières en renouvelant la paix avec Venise en 1452 tandis que Raguse s'engage à augmenter son tribut. Il renouvelle aussi la paix avec l'Empire byzantin et promet d'assurer la pension d'Orkhan, un membre de la famille du sultan résidant à Constantinople et possible prétendant au trône ottoman. En échange de cette pension, les Byzantins acceptent de ne pas soutenir une éventuelle rébellion d'Orkhan. Cette souplesse est due aux difficultés que Mehmed rencontre en Anatolie. L'émir de Karaman tente de profiter de la succession pour se révolter mais doit se soumettre après que Mehmed est venu en personne rétablir l'ordre dans la région. Le sultan peut dès lors se consacrer à la conquête de la cité byzantine qui continue de perturber les relations entre les deux parties de l'Empire ottoman. De plus, la prise de Constantinople permettrait de réaliser le vieux rêve ottoman d'un empire universel, héritier du prestige de l'Empire romain. Dans le même temps, Constantin XI envoie une ambassade protester contre le retard dans le paiement de la pension d'Orkhan. Les ambassadeurs rappellent aux Ottomans qu'Orkhan est un prétendant possible. Cette menace à peine voilée est présentée au grand vizir Halil Pacha, traditionnellement amical envers les Byzantins. Il prévient ces derniers que Mehmed II est plus dangereux qu'il n'y paraît. Voici la traduction de la réponse d'Halil retranscrite par l'historien britannique Donald MacGillivray Nicol :

« Je connais depuis longtemps, Grecs stupides, vos manières sournoises. Le sultan défunt était pour vous un ami débonnaire et attentionné. Le sultan Mahomet ne voit pas les choses de la même façon. S'il ne parvenait pas avec sa fougue habituelle à s'emparer de Constantinople, ce serait uniquement parce que Dieu continue à fermer les yeux sur vos procédés sordides. Vous êtes bien niais si vous croyez pouvoir nous effrayer avec vos puérilités, alors que l'encre de notre dernier traité n'est pas encore sèche. Nous ne sommes pas des enfants sans force ni raison. Si vous croyez pouvoir tenter quelque chose, allez-y. Si vous voulez amener les Hongrois de ce côté du Danube, faites-les venir. Si vous voulez reprendre les places que vous avez perdues depuis longtemps, essayez donc. Mais sachez ceci : ni là ni ailleurs, vous n'irez bien loin. Tout ce que vous risquez, c'est de perdre ce qui vous reste. »

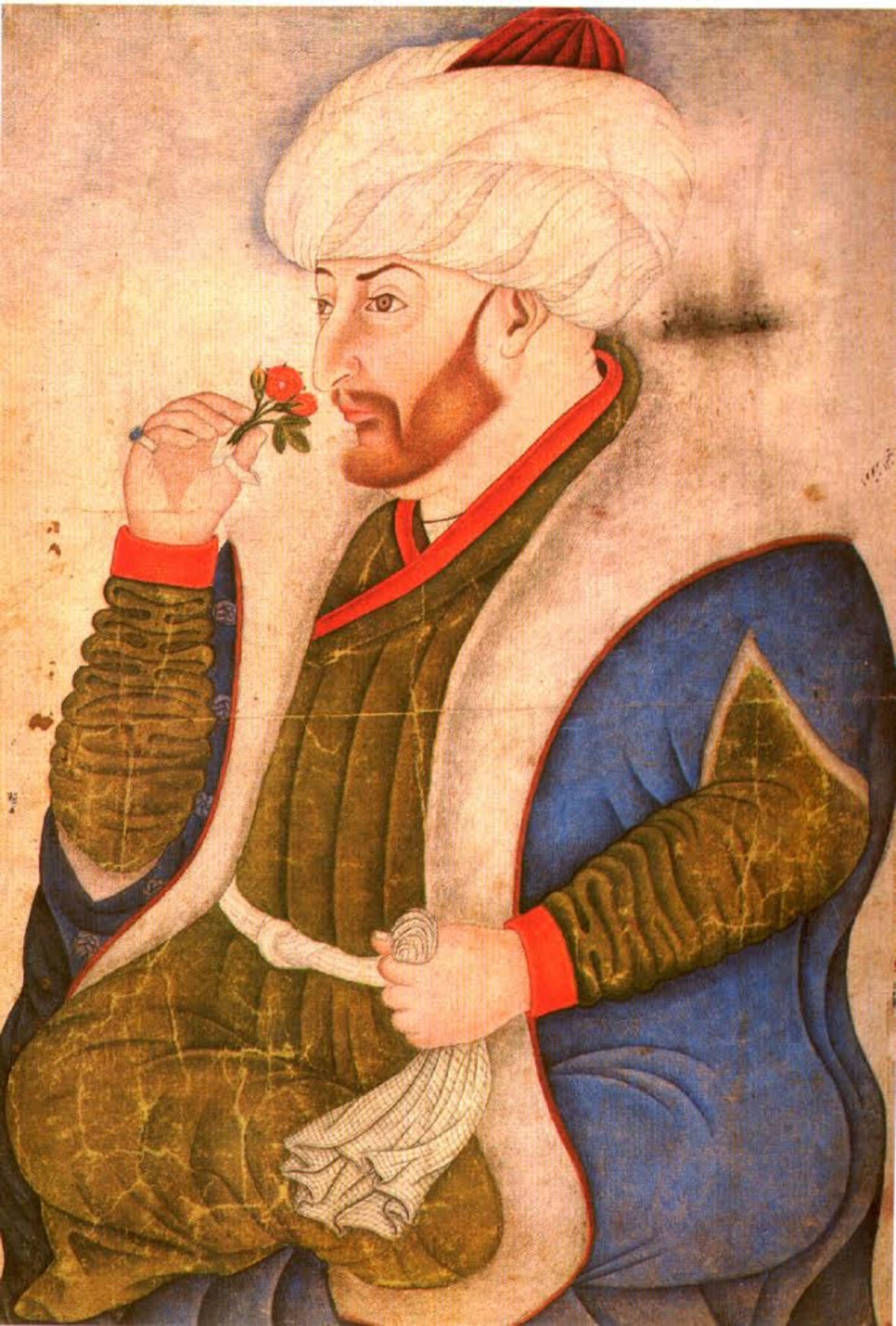
Dès son accession au trône, Mehmed II se fixe comme objectif la prise de Constantinople (portrait de la fin du XV, manuscrit enluminé Sarayı, palais de Topkapi).

Si la réponse du grand vizir est dépourvue d'aménité, son ton de défi s'explique par la claire conscience de l'obstacle que représente, pour l'expansion de l'impérialisme ottoman, la puissance byzantine, prête pour se défendre à faire appel aux Occidentaux invités à une nouvelle croisade, et qui, dans le même dessein, soutient les divers prétendants ottomans. Dès l'hiver 1451, Mehmed commence le blocus de Constantinople qui doit lui permettre à terme de prendre la ville.

### Préparation du siège

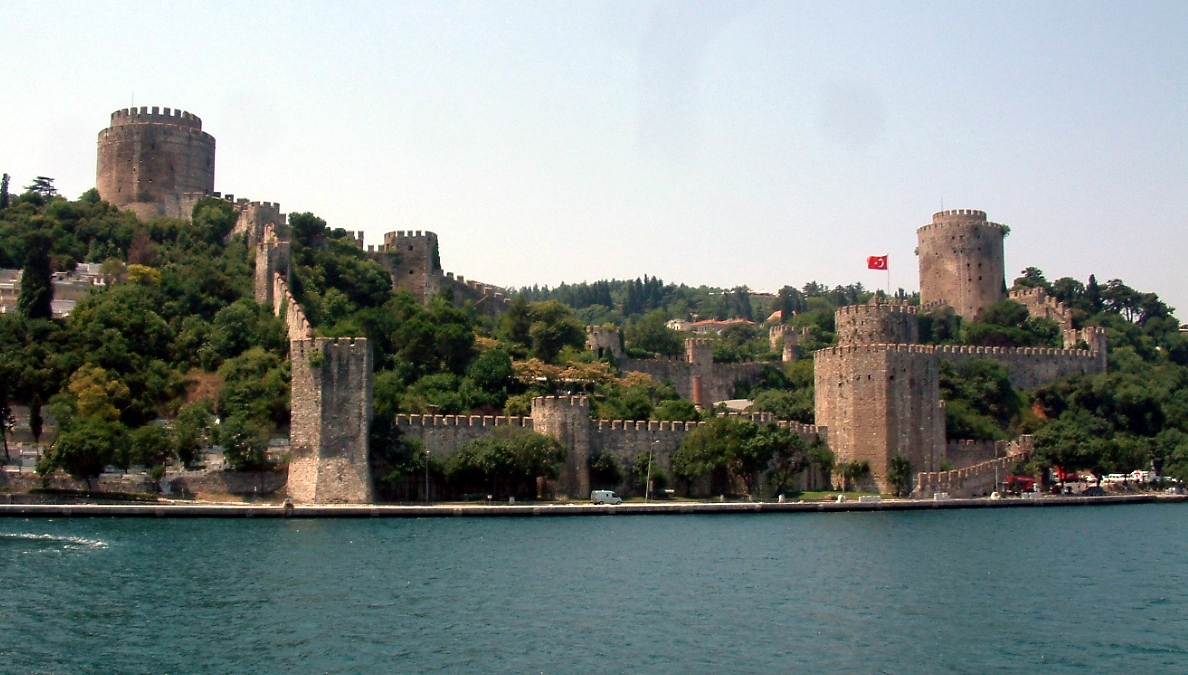
Les ruines de la forteresse de Rumeli Hisarı.

À partir de ce moment, toute la politique de Mehmed vise à détruire l'Empire byzantin. À la fin de l'année 1451, il expulse les Grecs de la vallée de la basse Strouma et mobilise un millier d'ouvriers pour construire la forteresse de Rumeli Hisarı à l'endroit le plus étroit du Bosphore, en face du fort d'Anadolu Hisarı construit par Bayezid Ier dans les années 1390 sur la rive asiatique du Bosphore. Constantin envoie une ambassade auprès du sultan pour exprimer son opposition à un tel projet contraire aux traités byzantino-ottomans interdisant la construction de forteresses turques dans la région ; mais Mehmed II la rejette. Il commence la construction de la forteresse le 15 avril 1452. Constantin a conscience que cette structure n'est que la première étape d'une attaque contre Constantinople. En effet, elle empêche l'arrivée de renforts en provenance des colonies génoises de la mer Noire. Constantin tente de protester mais il n'a aucun moyen d'agir contre les Turcs. Peu après la fin de la construction de la forteresse en août 1452, Mehmed vient inspecter les forteresses de Constantinople avant d'interdire l'accès à la ville par la mer. Un navire vénitien dirigé par Antonio Rizzo qui tente de forcer le passage est coulé par les canons du fort de Rumeli Hisarı. Les visées ottomanes sont alors claires pour l'empereur, d'autant plus que les janissaires ont massacré les habitants du bourg d'Epibation, proche de la forteresse de Rumeli Hisarı,. Constantin met alors la ville en état de défense et en fait fermer toutes les issues à l'exception des portes militaires. Il emprisonne brièvement les sujets turcs présents dans la cité avant de les relâcher, constatant l'inefficacité de cette action.
Grâce à sa nouvelle forteresse, Mehmed peut espérer prendre Constantinople à l'usure en la privant de tout approvisionnement et de renfort, mais une telle stratégie reste très incertaine. Deux camps s'opposent au sein de l'état-major ottoman. Celui d'Halil Pacha, l'ancien grand-vizir de Mourad, est opposé à une guerre coûteuse et au résultat incertain : prendre Constantinople ne lui semble pas une priorité car la menace qu'elle fait peser sur l'Empire ottoman est négligeable. Contre lui, les principaux chefs militaires de l'Empire ottoman, qui ont la faveur du sultan, réclament la guerre. À la fin de l'année 1452, Mehmed se décide à prendre la ville. Il obtient le soutien unanime des hauts dignitaires ottomans. Dès l'automne 1452, Turahan Beg lance un raid contre le despotat de Morée pour empêcher toute coalition byzantine de se mettre en place. Au début de l'année 1453, le gouverneur ottoman d'Europe envoie son armée prendre les villes byzantines d'Anchialos et de Messembria qui se rendent sans résistance. Les villes de Selymbria et de Périnthus tentent en vain de résister.

### Constantinople appelle à l'aide

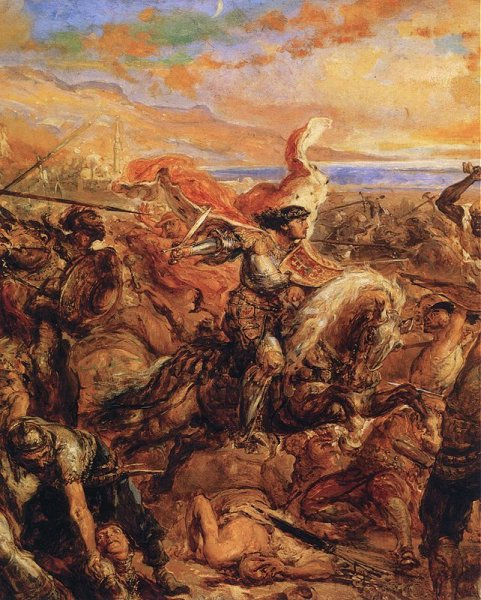
La défaite chrétienne à Varna peinte par Jan Matejko (1879). Cette bataille incite les États chrétiens à la prudence face à la puissance ottomane.

#### Passivité des États occidentaux
Depuis la fin du XIVe siècle, les autorités byzantines recherchent tant bien que mal l'aide occidentale pour lutter contre les Turcs. Parfois, les empereurs font de longs voyages en Europe, à l'image de Manuel II Paléologue lors du siège de Constantinople de 1394-1402. Dès son arrivée au pouvoir, Constantin XI envoie de nouvelles ambassades dans les différents États chrétiens dans l'espoir de susciter une nouvelle croisade. Toutefois, la défaite de Varna (10 novembre 1444) décourage les États occidentaux. De surcroît, ces derniers sont persuadés que l'arrivée de Mehmed II est une bonne nouvelle après l'ère d'expansion de l'Empire ottoman sous Mourad. Cette impression est renforcée par le fait que Mehmed renouvelle les différents traités avec Venise ou avec Jean Hunyadi. De même, le prince de Valachie, les chevaliers de Rhodes, les seigneurs de Lesbos et de Chio sont assurés de la paix. Enfin, le souverain de Serbie reprend le contrôle de quelques villes occupées par les Ottomans sous Mourad.
La plupart des souverains d'Europe occidentale s'investissent dans d'autres missions que celles d'endiguer le flot ottoman. Les Français et les Anglais sont engagés dans les derniers combats de la guerre de Cent Ans. Charles VII est alors trop occupé à restaurer la puissance française tandis que Frédéric III de Habsbourg cherche avant tout à obtenir la couronne impériale à Rome. En outre, il s'oppose à Jean Hunyadi, le régent du trône de Hongrie que lui-même convoite. Or, si la participation de la Hongrie à une croisade est indispensable, celle-ci ne peut agir seule. En effet, ses défaites contre Mourad l'ont fragilisée. De surcroît, Jean Hunyadi s'oppose rapidement au roi Ladislas V de Hongrie qui, en atteignant la majorité, veut s'émanciper de sa tutelle. Le duc Philippe III de Bourgogne n'est pas réticent à partir en croisade, mais sa priorité reste son opposition au roi de France Charles VII, tandis que le souvenir de la capture de Jean sans Peur lors de la bataille de Nicopolis reste vivace. De nombreux souverains sont quant à eux bien trop éloignés des rivages de Constantinople pour envoyer de l'aide à l'Empire byzantin. De même, les souverains de la péninsule Ibérique concentrent leurs efforts sur la lutte contre les dernières possessions musulmanes dans la région. Seul le roi Alphonse V d'Aragon est prêt à défendre Constantinople, mais ses visées sur les dernières possessions byzantines rendent son aide peu digne de confiance,. De son côté, la Russie reste empêtrée dans ses affaires intérieures et condamne fermement l'union des deux Églises signée par Jean VIII quelques années plus tôt pour s'assurer le soutien de la papauté. Enfin, la principauté de Valachie reste neutre du fait de son statut de vassal de l'Empire ottoman.

#### Ambiguïté des États italiens
De nombreux États de la péninsule italienne sont directement concernés par la situation à Constantinople. Ainsi en est-il de la papauté qui cherche à juguler la progression des forces musulmanes en Europe. Pour s'assurer le soutien du pape, Jean VIII a signé l'« Union », celle des deux Églises, au concile de Florence mais celle-ci reste très formelle et les divergences dogmatiques persistent. Elles poussent le patriarche unioniste Grégoire III Mammé à trouver refuge à Rome en 1451 face à l'opposition des anti-unionistes. De fait, le pape Nicolas V reproche la subsistance du schisme, et cela ne favorise pas l'envoi de soutiens, d'autant plus qu'à l'image des autres États européens, les Italiens semblent assez peu conscients du danger que Mehmed II fait peser sur les derniers bastions byzantins. Les exilés grecs en Italie tentent de défendre la cause byzantine mais sans succès probants. En 1451, Constantin envoie un ambassadeur en Italie où il demande la permission à Venise de recruter des archers crétois, puis porte à Rome un message des anti-unionistes. L'objectif de l'empereur est de montrer que les oppositions subsistent à l'union des deux Églises et il demande au pape de réunir un nouveau concile pour régler les différends. Mais le pape reste inflexible et demande à Constantin de régler les problèmes par lui-même.
Venise est embarrassée par la situation. Si elle se rend compte assez vite que la générosité de Mehmed ne dure pas, certains dignitaires vénitiens pensent que la chute de Constantinople améliorerait la stabilité de la région, ce qui ne pourrait qu'être bénéfique pour le commerce. La défense d'un empire presque perdu risquerait d'encourager Mehmed à s'en prendre aux possessions vénitiennes dans la région. Toutefois, cette opinion est loin de faire l'unanimité car bon nombre de Vénitiens sont conscients qu'après Constantinople, c'est aux colonies vénitiennes que Mehmed risque de s'en prendre. Cette impression est renforcée après qu'un navire a été coulé par le fort ottoman de Rumeli Hisar. Cependant, Venise dispose d'une marge de manœuvre étroite. Elle est engagée dans une guerre coûteuse en Lombardie, ses relations avec le pape sont mauvaises tandis que celles qu'elle entretient avec Gênes sont proches du conflit, ce qui rend toute coopération impossible. De plus, la protection des places vénitiennes en Orient est une tâche qui occupe la grande majorité de la flotte. De fait, si Venise s'engage à défendre les chrétiens, elle demande aussi à ses gouverneurs d'Orient de ne pas provoquer les Turcs. Cette position ambiguë illustre bien la difficulté de la situation pour Venise qui autorise néanmoins l'empereur à recruter des soldats en Crète. Gênes se trouve dans une situation similaire et si elle ne déclare pas la guerre au sultan, elle n'empêche pas ses citoyens de prendre parti contre les Ottomans. Tout Génois peut défendre Constantinople mais en son nom propre, les gouverneurs de Péra et de Chio doivent éviter toute provocation envers les Turcs. Malgré son intransigeance, le pape Nicolas se refuse à abandonner Constantinople mais ses appels à une croisade restent lettre morte bien qu'Alphonse V ait envoyé une flottille de dix navires en mer Égée, avant de la retirer pour qu'elle participe à d'autres combats.
En dépit de ces échecs, le pape envoie le cardinal Isidore de Kiev à Constantinople pour faire aboutir l'union. Il arrive le 26 octobre 1452 avec 200 archers recrutés à Naples et Léonard, l'archevêque génois de Lesbos. Constantin réunit alors un comité en faveur de l'union et Lucas Notaras se charge des négociations bien que les plus fervents opposants à un compromis restent à l'écart. L'empereur les réunit mais les anti-unionistes réclament à nouveau la tenue d'un concile à Constantinople. Malgré la persistance de cette opposition, l'union est proclamée solennellement le 12 décembre dans la basilique Sainte-Sophie. Toutefois, peu de Byzantins assistent à la cérémonie et, parmi les partisans de l'union, beaucoup attendent simplement la venue de renforts occidentaux, après quoi le compromis serait renégocié. Par conséquent, derrière cette union formelle se cache la volonté politique de l'Empire romain d'Orient d'obtenir des secours à tout prix, y compris en acceptant un compromis dont la portée reste minime et ne met pas fin aux dissensions à l'intérieur du christianisme.
Malgré cette avancée, Constantinople a un besoin criant de renforts, et Constantin envoie de nouveaux ambassadeurs à travers l'Europe en 1452. De nouveau, il doit faire face à la passivité des républiques italiennes. Le roi d'Aragon permet seulement aux Byzantins de s'approvisionner en divers vivres et matériaux en Sicile. De même, le pape reste contrarié par les problèmes auxquels fait face l'union tandis qu'une révolte à Rome en janvier 1453 l'empêche de se mobiliser pleinement en faveur de Constantinople, d'autant plus qu'il souhaite l'intervention active de Venise avant toute mobilisation.

## Forces en présence

### Les Ottomans

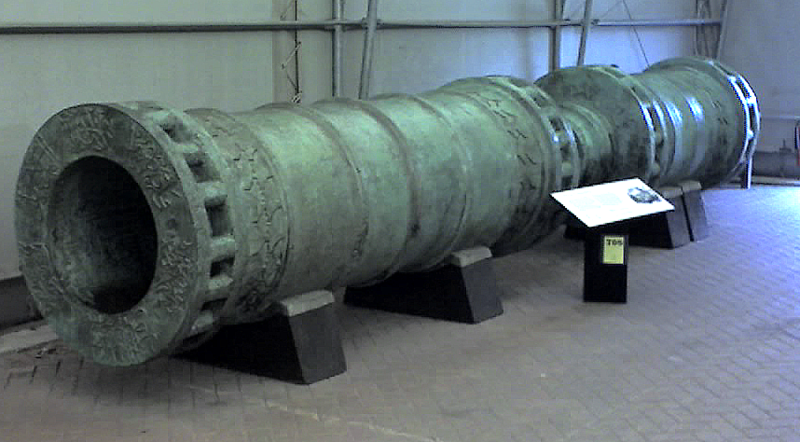
Le canon des Dardanelles, du type de celui qui a été utilisé par les assiégeants ottomans à Constantinople en 1453. Il appartient aujourd'hui à l'armurerie royale du Royaume-Uni.

Il est difficile de chiffrer exactement les effectifs turcs, même si de nombreuses évaluations ont été données, bien souvent exagérées. Il est évident qu'une grande partie de l'armée ottomane fut mobilisée pour prendre la ville. Seuls les hommes de Turahan Beg et les garnisons de défense des frontières ne furent pas engagés dans la bataille. Dans le même temps, des milliers d'irréguliers (des bachibouzouks) furent recrutés tandis que de nombreux hommes furent attirés par la possibilité du pillage. Les sources de l'époque citent couramment le nombre de 200 000 soldats. Le cardinal Isidore de Kiev mentionne le nombre de 300 000 hommes, le Vénitien Nicolò Barbaro celui de 160 000 et le marchand florentin Giacomo Tedaldi celui de 200 000 dont 60 000 combattants. Les historiens modernes s'accordent sur le fait que ces chiffres sont bien souvent exagérés. Steven Runciman s'appuie sur les sources turques et donne le chiffre de 80 000 soldats auxquels s'ajoutent 20 000 bachibouzouks sans compter le grand nombre de non-combattants. Parmi ces non-combattants figurent de nombreux musiciens. Selon Constantin d'Ostrovica, un des membres du contingent serbe au sein de l'armée ottomane, ils ont pour fonction d'impressionner psychologiquement les défenseurs aux côtés du bombardement continuel de l'artillerie. Comparativement aux effectifs des assiégés, la disproportion est énorme. Au sein de l'armée ottomane, les janissaires sont au nombre de 12 000. Ils constituent l'élite de l'armée de Mehmed. En outre, Đurađ Branković, le despote de Serbie et vassal du sultan, envoie un contingent combattre au sein de l'armée turque.
À la différence du siège de 1422, Mehmed s'appuie en grande partie sur la flotte pour mener à bien les opérations. La ville de Constantinople est facilement accessible par la mer et sans la maîtrise de celle-ci, il est presque impossible de prendre la ville. Les Arabes ont été repoussés à deux reprises par l'action de la marine byzantine tandis que les Francs et les Vénitiens ont profité de leur domination sur les mers pour prendre d'assaut la ville par la Corne d'Or. Toutefois, la flotte ottomane reste embryonnaire et les Turcs doivent souvent faire appel à des navires d'autres nationalités pour assurer les liaisons entre l'Europe et l'Asie. Lors des mois précédant le siège, Mehmed bâtit une grande flotte qui se rassemble au mois de mars vers Gallipoli. Aux côtés des nombreuses embarcations de fortune figurent des trirèmes et des birèmes de grande taille ainsi que des fustes, plus petites et plus rapides, et une pléthore de navires de différents types. Il est difficile de chiffrer l'importance exacte de la marine ottomane, mais selon les sources italiennes, elle est composée de six trirèmes, dix birèmes, quinze galères à rames, soixante-quinze fustes, une vingtaine de parapandaires (navires utilisés pour le transport), ainsi qu'un nombre substantiel de bateaux de petite taille pour les communications. Selon Tedaldi, l'armada turque compte 70 galères, 68 galères légères, de 18 à 20 navires de différents types (peut-être des navires de transport) et de nombreux autres navires et embarcations de tous types. L'historien britannique David Nicolle estime la taille de la marine ottomane à cent-vingt-six navires. La flotte pénètre en mer de Marmara à la fin du mois de mars. Toutefois, si cette flotte est quantitativement impressionnante, les navires sont qualitativement inférieurs à ceux d'Europe occidentale, ce qui explique les résultats contrastés de l'armada ottomane lors du siège.
En plus de ces effectifs impressionnants, les Ottomans disposent d'une artillerie puissante chargée de détruire les murailles de Constantinople. Mehmed ordonne à ses fonderies de concevoir des canons suffisamment performants pour abattre des remparts. Parmi ces canons figure celui d'Urbain ; cet ingénieur hongrois avait d'abord proposé d'assister Constantin XI mais ce dernier, n'ayant pas les finances suffisantes pour satisfaire les demandes de l'ingénieur, Urbain se tourne donc vers les Ottomans. Après avoir conçu un des canons de Rumeli Hisar, il en fabrique un autre qui sort des fonderies en janvier 1453. Ce canon très connu possède des dimensions impressionnantes : le tube mesure huit mètres de longueur et les boulets pèsent près de 600 kilos, mais la cadence de tir n'excède pas les sept boulets à la journée. L'essai du canon impressionne le sultan qui l'incorpore à son armée,.

### Les Byzantins

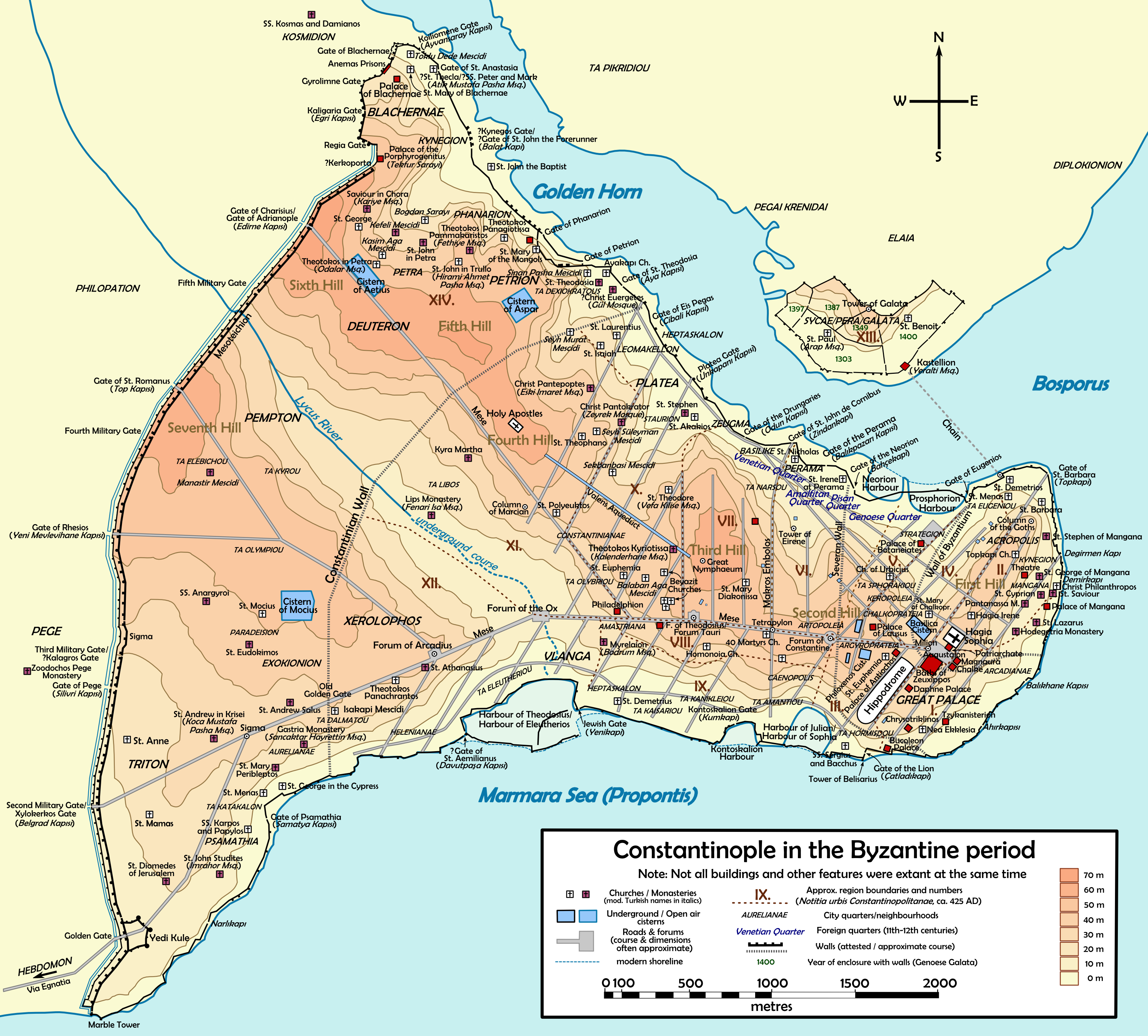
Carte montrant le relief de Constantinople et ses murs pendant la période byzantine.

#### Effectifs
L'historien byzantin contemporain des faits Georges Sphrantzès a compté 4 773 Grecs en mesure de porter les armes à la fin du mois de mars 1453. La plupart ne sont que de simples moines ou citoyens byzantins en âge de combattre,. Ce chiffre est très faible et beaucoup d'hommes ne sont pas des soldats de métier ; l'empereur demande que le recensement soit tenu secret afin de ne pas créer un climat de peur et de panique au sein de la ville. À cette date, l'armée byzantine n'est plus que l'ombre d'elle-même et la garnison de Constantinople ne compte que quelques centaines d'hommes. Toutefois, un nombre substantiel d'étrangers se joignent aux Byzantins. Selon Sphrantzès, il s'élève à un peu moins de 2 000. Parmi eux, se trouvent 700 Génois menés par Giovanni Giustiniani, possible ancien podestat de Caffa, qui arrive à Constantinople le 26 janvier 1453 ; ses connaissances en matière militaire sont précieuses pour Constantin, qui lui confie la responsabilité de la défense des murailles terrestres. En outre, Giustiniani a embarqué avec lui un ingénieur allemand ou écossais du nom de Johannes Grant spécialisé dans le génie militaire. Quelques hommes en provenance de Péra se joignent à la défense de la cité malgré la neutralité officielle de la colonie génoise, située sur la rive septentrionale de la Corne d'Or, en face de Constantinople. D'autres nobles génois arrivent à Constantinople parfois accompagnés de quelques hommes à l'image de Jacob Contarini ou des frères Bocchiardi (Antonio, Paolo et Troïlo). Quelques Catalans dirigés par leur consul se mettent au service de l'Empire byzantin ainsi que le prétendant Orkhan et sa suite.
De plus, la colonie vénitienne de la ville, dirigée par Girolamo Minotto, se joint à la défense de Constantinople après la destruction du navire d'Antonio Rizzo par les canons de Rumeli Hisarı. En outre, plusieurs navires dirigés par Alviso Diedo et Gabriele Trevisano arrivent à Constantinople au début de l'année 1453. Toutefois, 700 hommes dirigés par Pierre Davanzo parviennent à quitter Constantinople le 26 février à bord de sept navires (six crétois et un vénitien),. Cette défection réduit le nombre de navires à la disposition des assiégés. En effet, seuls vingt-six navires de taille substantielle sont encore présents dans la Corne d'Or au début du siège. La nationalité de ces derniers est très disparate : cinq sont vénitiens, cinq autres génois, trois sont crétois, un vient d'Ancône, un autre de Catalogne et un dernier enfin de Provence. À cela, il faut ajouter dix navires byzantins, reliquats de la marine byzantine. Ce sont donc des effectifs disparates qui assurent la défense de la cité face à une armée ottomane très largement supérieure en nombre mais aussi en armement. L'artillerie de Constantinople se réduit à quelques petits canons péniblement acquis par Constantin peu de temps avant le siège. La ville génoise de Péra située sur l'autre rive de la Corne d'Or, neutre durant le siège, espère être épargnée par les Ottomans. Au sein même de Constantinople, si certaines sources parlent d'une population de seulement 36 000 habitants, une telle estimation est sous-évaluée. En réalité, il semble plutôt que Constantinople est peuplée par 40 000 à 50 000 habitants, ce qui correspond globalement au nombre de prisonniers fait par les Ottomans après la prise de la ville. Néanmoins, ce chiffre est particulièrement faible en comparaison avec le demi-million d'habitants peuplant la ville à l'apogée de l'Empire byzantin. Par conséquent, de larges secteurs de la ville sont peu habités et la cité ressemble à un ensemble de petits quartiers séparés entre eux par des champs cultivés et des forêts.

#### Armement et l'état des murailles

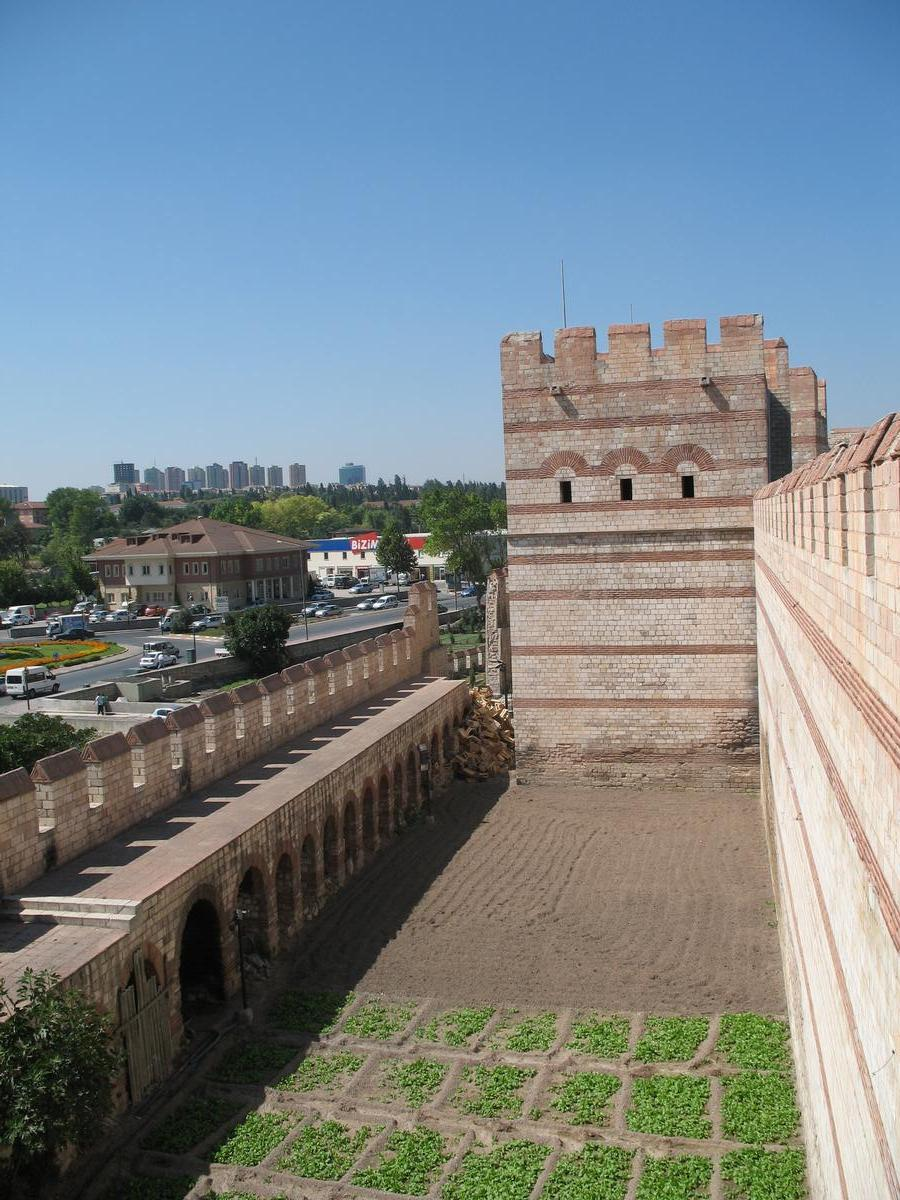
Le Peribolos ou l'espace séparant les deux murs du rempart théodosien.

Le site de Constantinople est d'une importance stratégique considérable, à la jonction entre l'Asie et l'Europe. La géographie même de la ville explique sa longévité malgré les multiples sièges  qu'elle a subis. La cité impériale se situe sur une forme de triangle dont deux côtés sont bordés par la mer. Au sud, c'est la mer de Marmara qui mouille les murs de Constantinople et au nord, c'est la Corne d'Or, un port naturel idéal qui s'étend profondément dans les terres et sépare la ville de la colonie génoise de Péra, indépendante de l'Empire byzantin depuis la fin du XIIIe siècle. Du côté terrestre, c'est le mur théodosien qui assure la protection de la cité sur une longueur de 6,5 km. Les dégâts subis lors du siège de 1422 sont en grande partie réparés en 1453. En fait d'un seul rempart, la muraille de Théodose est constituée de deux murs successifs, le mur intérieur et le mur extérieur, séparés par le Péribolos, espace large de douze à dix-huit mètres. Le mur extérieur, d'une hauteur moins importante, est précédé d'un fossé dont certaines portions sont inondables. Il est d'une largeur moyenne de 18 mètres et d'une profondeur de six à neuf mètres. Juste après le fossé se trouve un espace nommé Parateichion, entre l'ouvrage de soutènement surplombant le fossé et le rempart extérieur. Cet espace est large d'une quinzaine de mètres. À la pointe nord du mur de Théodose se trouve le quartier des Blachernes. Cet ancien faubourg, incorporé à la cité au VIIe siècle, est entouré d'une muraille simple, renforcée sous Manuel Ier. Les murailles maritimes sont de simples remparts construits le long du rivage, percés de quelques portes qui donnent directement sur la mer. Du fait de leur disposition et des courants de la mer de Marmara, ces remparts sont peu susceptibles de subir des attaques, d'autant plus que la Corne d'Or peut être barrée par une longue chaîne tendue entre Constantinople et Péra. Dans le courant du siège, Constantin et ses conseillers décident de se reposer principalement sur le mur extérieur pour la défense de la ville, y positionnant l'essentiel de leurs effectifs, ce qui a pu être critiqué étant donné que le rempart y est moins imposant et que les Turcs ont une puissante artillerie.
Dans la ville même, le pessimisme règne, d'autant que de multiples prophéties parfois anciennes prédisent la chute de l'Empire pour l'an 7000 après la création du monde, soit en 1492. En ce qui concerne les vivres, Constantinople dispose dans ses murs de quelques cultures, insuffisantes pour approvisionner la ville dans son entier, mais susceptibles de compléter les provisions déjà présentes dans la cité. En effet, dès 1452, en prévision du siège, Constantin a fait parvenir dans la ville le produit des récoltes des campagnes environnantes. L'armement dont dispose Constantinople est correct : les assiégés ne manquent pas de projectiles divers (flèches, javelots, voire mangonneaux), mais leur artillerie est insuffisante, et chaque tir ébranle les murailles sur lesquelles elle est positionnée. Enfin, les armures des assiégés sont souvent meilleures que celles des Turcs.

#### Disposition des forces
Constantin XI concentre ses faibles forces sur le pourtour des remparts extérieurs. Giustiniani a la charge de l'ensemble des murailles terrestres tandis que les murailles maritimes sont peu garnies. Ces dernières sont effectivement peu susceptibles d'être attaquées, notamment du côté de la mer de Marmara, car il n'existe presque aucun espace émergé entre la mer et le pied des murailles. De plus, les courants et les bas-fonds compliquent toute manœuvre de débarquement. Constantin XI prend position à proximité de la vallée du Lycus. Giustiniani occupe le secteur proche de la porte de Charisius avant de se déporter vers la vallée du Lycus plus tard lors du siège. Il est remplacé par les hommes des frères Bocchiardi tandis que les troupes vénitiennes dirigées par Minotto défendent le secteur des Blachernes. Théodore Carystène (Καρυστηνός) défend les positions entre la porte de Caligaria et le mur de Théodose. D'autres troupes génoises dirigées par Cattaneo se positionnent sur la gauche de l'empereur. Théophile Paléologue, le cousin de Constantin, défend la porte de Pegæ, Philippe Contarini le secteur entre la porte de Pegæ et la porte d'Or, elle-même défendue par quelques Génois. Enfin, Démétrios Cantacuzène défend l'extrémité sud des murailles terrestres. Le Studion, secteur le plus occidental des murailles, le long de la mer de Marmara, est surveillé par Jacques Contarini, tandis que des moines assurent la garde du reste des remparts bordant la mer. Orkhan défend le port d'Éleuthère avec ses hommes tandis que les Catalans s'occupent des remparts proches de l'Hippodrome et du Grand Palais. Le cardinal Isidore défend la pointe de l'Acropole avec deux cents hommes. Enfin, les murailles bordant la Corne d'Or sont défendues par des Italiens dirigés par Gabriele Trevisano tandis qu'Alviso Diedo est à la tête de la flotte réfugiée dans la Corne d'Or. En outre, deux corps de réserve doivent venir en aide aux secteurs les plus en difficultés. Lucas Notaras dirige celui situé à proximité directe des murailles terrestres avec cent cavaliers et Nicolas Gougélès dirige un autre corps de réserve à l'effectif inconnu,. En ce qui concerne la flotte, une dizaine des 26 navires assiégés est chargée de défendre le barrage de la Corne d'Or.

Ordre de bataille lors du siège de Constantinople.

En définitive, entre les 5 000 à 7 000 hommes, pour la plupart volontaires et n'ayant aucune expérience au combat, et les troupes que le sultan a réquisitionnées chez tous ses vassaux (environ 80 000 hommes), la disproportion est énorme, d'autant plus que la flotte levée par Mehmed II s'avère la plus puissante jamais rassemblée par l'Empire ottoman. Elle permet en effet d'envisager un blocus complet de la ville.
Toutefois, David Nicolle rejette l'idée selon laquelle Constantinople était d'ores et déjà condamnée et que la situation des deux empires devait conduire inévitablement à la chute de la ville. En effet, il affirme que Constantinople restait la ville disposant des meilleures défenses en Europe à cette époque. Il s'oppose à Steven Runciman qui considère que tôt ou tard l'Empire byzantin aurait fini par s'effondrer du fait de sa superficie, devenue trop petite pour envisager une reconquête des territoires perdus : « L'Empire byzantin était d'ores et déjà condamné. Diminué, sous-peuplé et appauvri, il ne pouvait que succomber lorsque les Turcs jugeraient le moment venu de lui porter le coup fatal ».

## Déroulement de la bataille

### Premiers jours

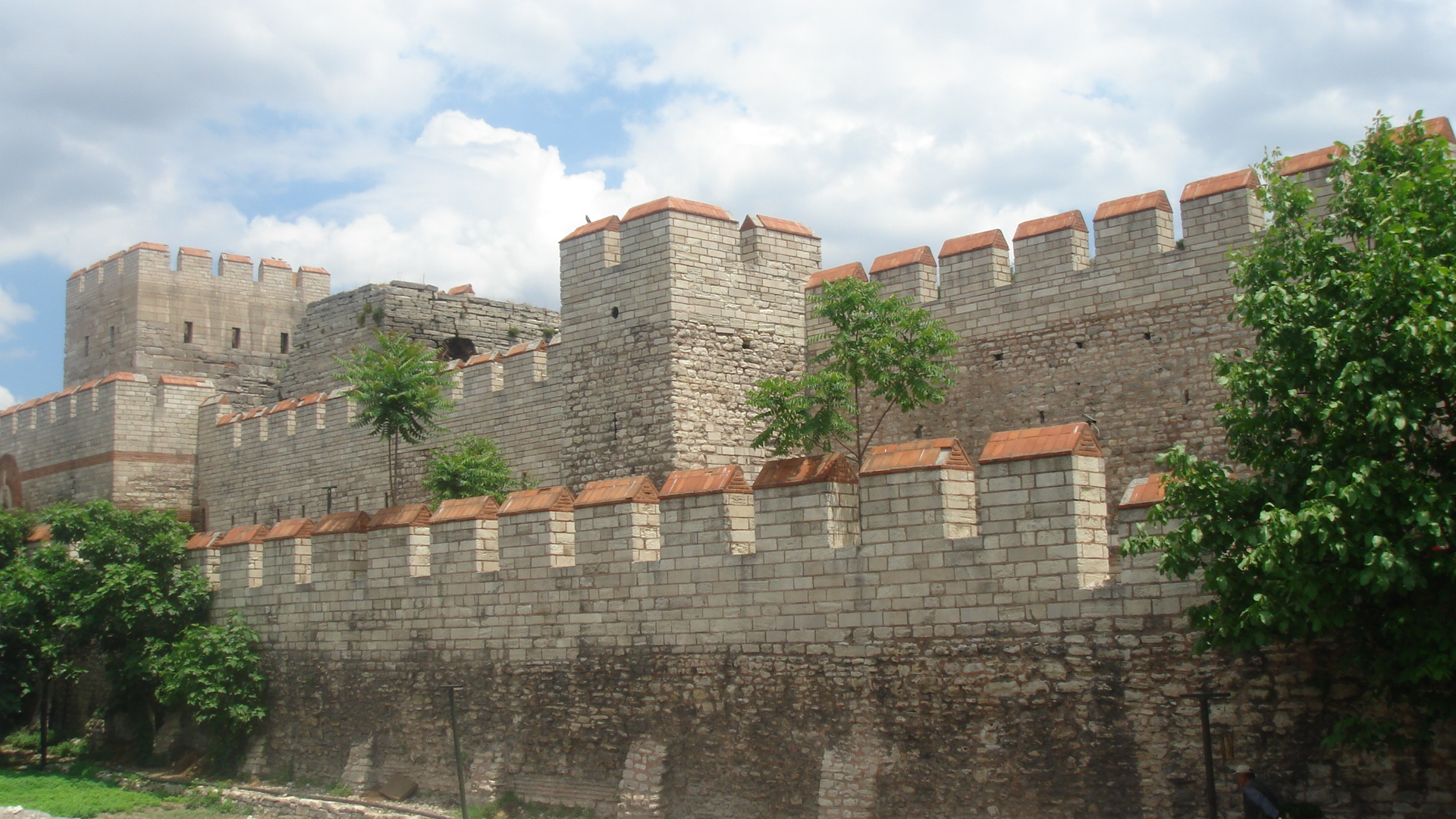
Une section reconstituée du mur de Théodose.

#### Arrivée des troupes ottomanes
C'est le 2 avril que les premiers détachements turcs apparaissent devant la cité. Une sortie byzantine les affaiblit mais l'arrivée de renforts turcs contraint les troupes gréco-latines à se replier. Constantin XI ordonne la destruction des ponts franchissant les douves et fait fermer les portes de la ville. Dans le même temps, la chaîne établie entre Constantinople et Péra permet aux Byzantins de barrer la Corne d'Or. C'est le 5 avril que le sultan arrive en présence de son armée. Après avoir établi son camp à deux ou trois kilomètres de la ville, il décide de faire avancer ses troupes sur leurs positions initiales. Zağanos Pasha occupe le terrain faisant face à Péra pour contrôler la colonie génoise. Karadja Pacha dirige les troupes européennes entre la Corne d'Or et la porte de Charisius. À sa droite se trouvent les troupes asiatiques dirigées par Ishak Pacha. Le sultan plante sa tente dans la vallée du Lycus, juste derrière les positions occupées par les janissaires. Pour défendre leurs positions, les Turcs creusent une tranchée protégée par une palissade en bois. Dès ces positions atteintes, l'artillerie turque bombarde les murs de la ville. Au bout de deux jours de bombardement, la muraille près de la porte de Charisius est détruite. Mehmed, qui attend des canons supplémentaires, suspend le bombardement et demande à ses troupes de combler les fossés situés à proximité des murs. Enfin, Baltoglu tente en vain de forcer la chaîne d'or et doit attendre le soutien de la flotte de la mer Noire.

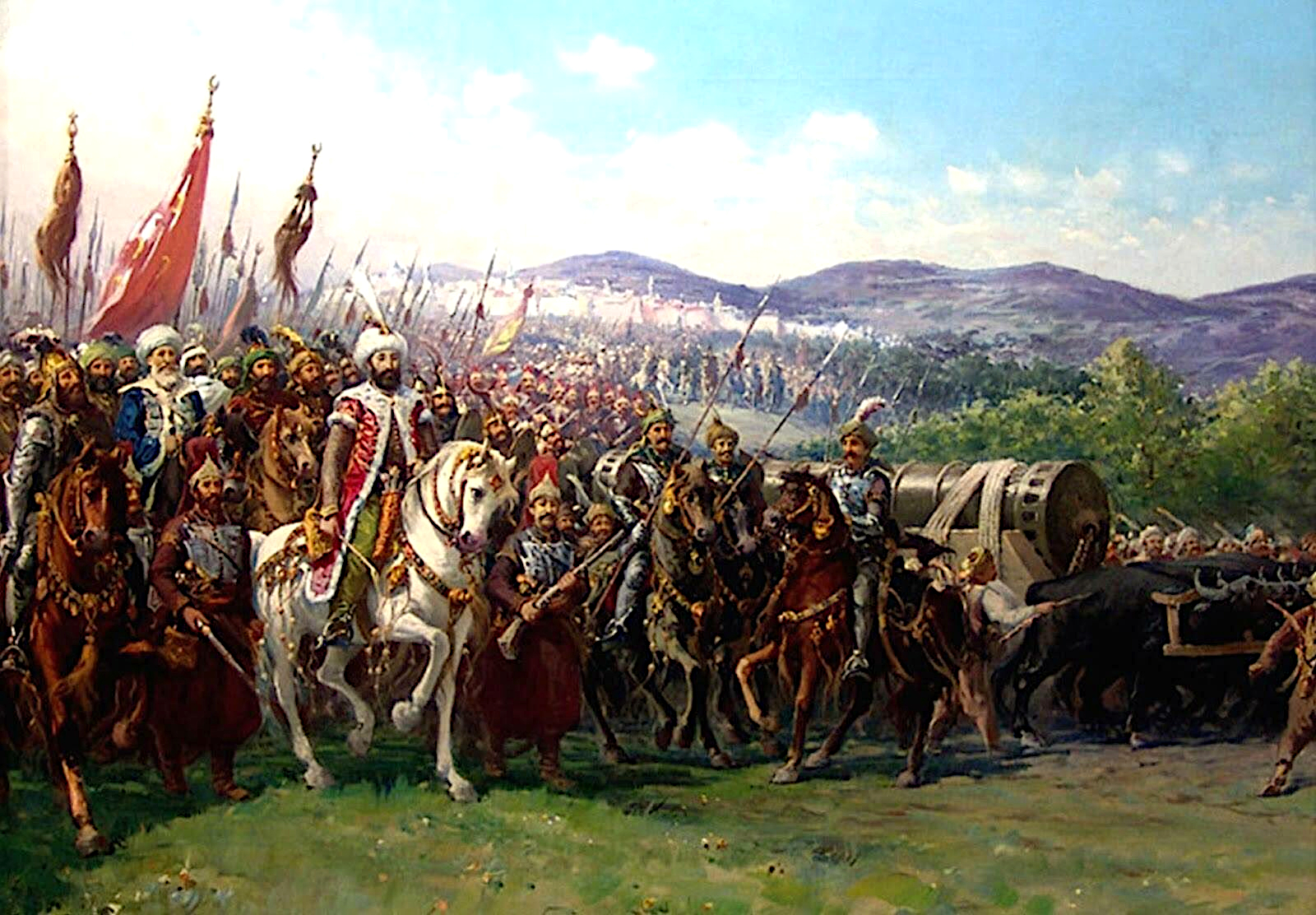
Mehmed II à la conquête de Constantinople. Tableau peint par Fausto Zonaro en 1903.

Le sultan décide alors de réduire les forteresses pouvant menacer les arrières de l'armée turque. Il commence par s'emparer du château de Thérapia qui domine le Bosphore. La forteresse résiste deux jours mais ses fortifications s'écroulent sous l'action de l'artillerie et sa garnison est exécutée. Le petit château de Studios près de la mer de Marmara oppose une résistance encore plus faible et les survivants sont empalés. Baltoglu est envoyé avec une partie de ses forces conquérir les îles des Princes. Prinkipo, l'île principale de l'archipel, est gardée par un château défendu par ses habitants et trente soldats. Après plusieurs assauts infructueux, Baltoglu enfume le bastion, dont de nombreux occupants périssent alors que les soldats survivants sont tués et les habitants réduits en esclavage.

#### Premiers combats
Dès le 11 avril, les canons lourds sont en position et peuvent bombarder la muraille extérieure de la ville. Cette œuvre de destruction se poursuit jusqu'à la chute de la ville à l'aide de canons au calibre imposant comme celui de l'ingénieur Urbain, canon qui ne peut toutefois tirer que sept boulets par jour. Il finit par exploser peu de temps après le début du siège. En face, les vieilles fortifications byzantines peinent à soutenir le choc. Le rempart de la vallée du Lycus est le premier à s'écrouler et les gravats comblent en partie le fossé creusé juste devant. Néanmoins, les défenseurs parviennent à élever une fragile barrière. Le 12 avril, les premiers combats se déroulent près la Chaîne de la Corne d'Or peu après l'arrivée de renforts turcs. Les navires du sultan mettent en place leur artillerie et leurs marins tentent de prendre d'assaut les navires chrétiens. Toutefois, l'artillerie turque se révèle inefficace et les défenseurs réussissent à éteindre les incendies causés par les canons tandis que les soldats tirent des flèches et des javelots contre la marine turque. Menacé d'encerclement, Baltoglu doit renoncer et se replier. Constatant l'incapacité des canons de sa marine à causer de réels dégâts aux navires latins, le sultan revoit sa stratégie et installe un canon sur la pointe de Galata qui parvient à détruire un des navires appartenant aux assiégés, contraignant les autres à se replier plus profondément dans la Corne d'Or. Par la suite, entre le 12 et le 18 avril, les Turcs se contentent de bombarder constamment les murailles byzantines. Seules quelques escarmouches ont lieu entre les deux camps.
Le 18 avril, les Turcs tentent de profiter de la brèche faite au Mesoteichion (partie de la muraille couvrant la vallée du Lycus). Après avoir remblayé le fossé, ils s'attaquent à la palissade qu'ils brûlent avant d'essayer de forcer la ligne tenue par les défenseurs soit en défaisant les barricades, soit en grimpant sur la muraille à l'aide d'échelles. Toutefois, les Byzantins tiennent près de quatre heures avant que les Turcs ne se replient. Selon Barbaro, les Turcs ont perdu deux cents hommes et les chrétiens aucun. Malgré la reprise du bombardement par l'artillerie turque, le moral des défenseurs remonte et ils continuent à réparer les brèches. Par ailleurs, Giustiniani et ses hommes, profitant de leurs armures particulièrement protectrices, n'hésitent pas à lancer des sorties pour perturber le dispositif offensif ottoman.

### Bataille du 20 avril

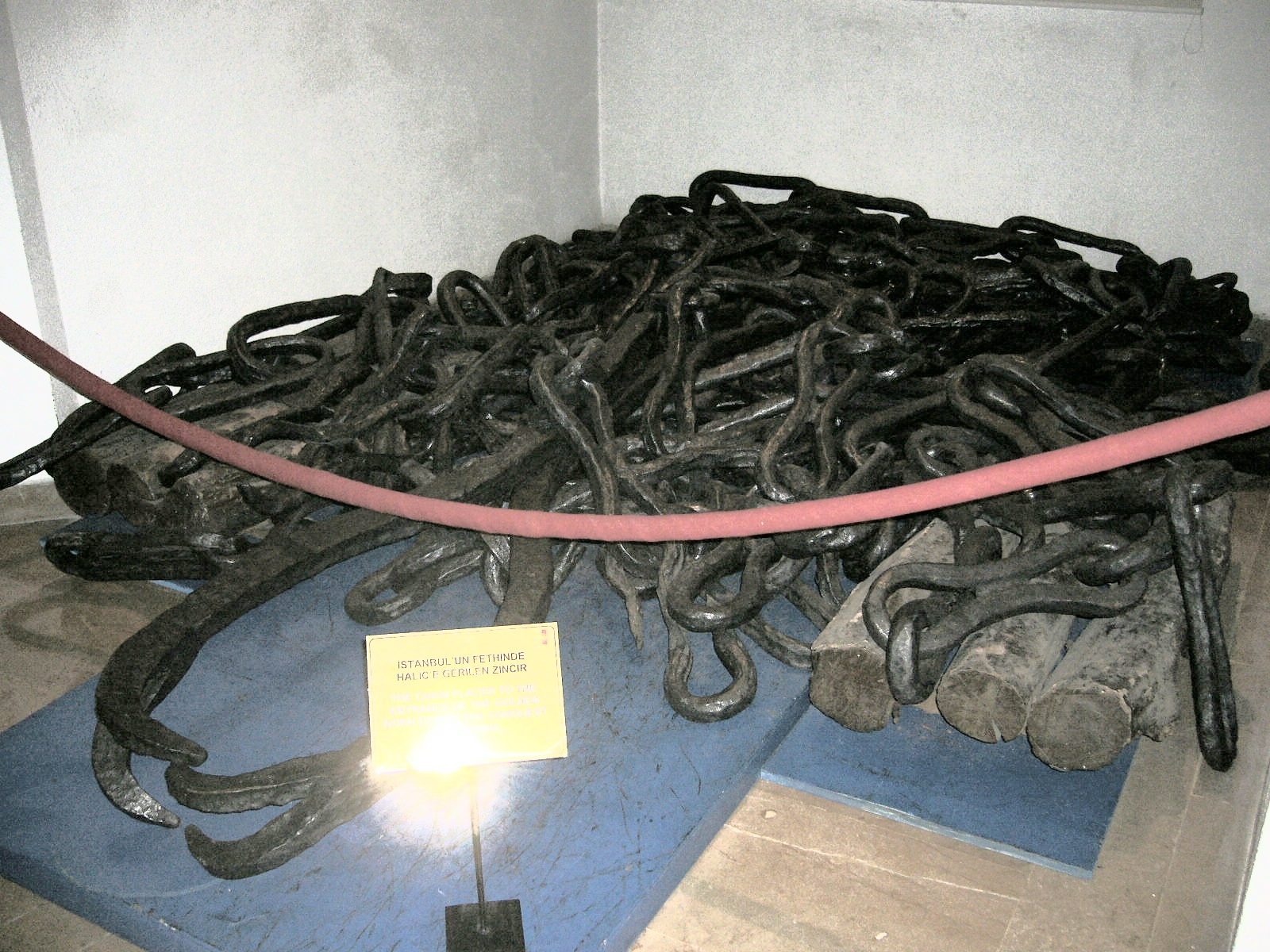
Chaîne entreposée au musée militaire d'Istanbul. On a longtemps cru qu'elle était la chaîne originale ayant servi à barrer la Corne d'Or mais il semble qu'elle ait été en fait amenée depuis Rhodes en 1522.

Quelques jours après, c'est sur la mer de Marmara que se reporte la confrontation. En effet, les quelques navires en provenance d'Italie ont enfin les vents en leur faveur et se dirigent vers Constantinople pour soutenir celle-ci. Les trois navires génois payés par le pape pour acheminer des vivres et du matériel à Constantinople sont accompagnés d'un navire byzantin chargé de blé venant de Sicile. La petite flotte apparaît à la vue de Constantinople le matin du 20 avril. L'ensemble de la flotte turque, excepté les navires à voile, vogue en direction de cette petite armada. Cette dernière se trouve rapidement encerclée par la marine turque mais les chrétiens ont l'avantage de la hauteur et peuvent harceler leurs adversaires à l'aide de flèches et de javelots. Après avoir approché les rivages byzantins, la petite flottille est déportée au large par le courant tandis que le vent du Sud s'apaise. Les Turcs tentent de couler leurs adversaires avec l'artillerie, sans résultat, puis décident de passer à l'abordage. Malgré l'écrasante supériorité numérique des Turcs, les Génois parviennent à repousser les multiples assauts tandis que les Byzantins du transport impérial se servent de feu grégeois. Malgré tout, le navire byzantin est bientôt sur le point d'être submergé, ce qui conduit les Génois à se rapprocher de lui et à former une sorte de forteresse flottante. Les deux camps opposés observent la bataille avec grand intérêt. Pour Constantinople, c'est l'espoir de voir arriver de nouveaux renforts ; pour Mehmed, c'est la volonté de briser la résistance adverse. En dépit de leurs pertes de plus en plus élevées, les Turcs multiplient leurs assauts et épuisent les chrétiens. Néanmoins, ces derniers profitent du vent qui se lève en fin de journée et leur permet d'aller jeter l'ancre dans la Corne d'Or grâce à une ouverture faite dans le barrage à cette occasion. Cet événement entraîne une formidable hausse du moral dans les rangs byzantins à la différence des Turcs pour qui la déroute est catastrophique malgré la relative faiblesse des pertes. Mehmed est critiqué par plusieurs dignitaires ottomans tandis que l'amiral Baltoglu est fouetté avant d'être congédié. Il est remplacé à la tête de la flotte ottomane par Hamza Bey.
Le 21 avril, l'artillerie turque parvient à détruire une tour du Mesoteichion et, selon Steven Runciman, s'appuyant sur les dires des défenseurs, une attaque ottomane aurait probablement été victorieuse. Toutefois, le sultan ne se trouve pas sur le lieu de la bataille mais au lieu-dit des Deux Colonnes, pour trouver un moyen de contrer la supériorité navale des Byzantins. Ces derniers profitent de ce répit pour combler la brèche dans leur système de défense.

### Exploit de la Corne d'Or

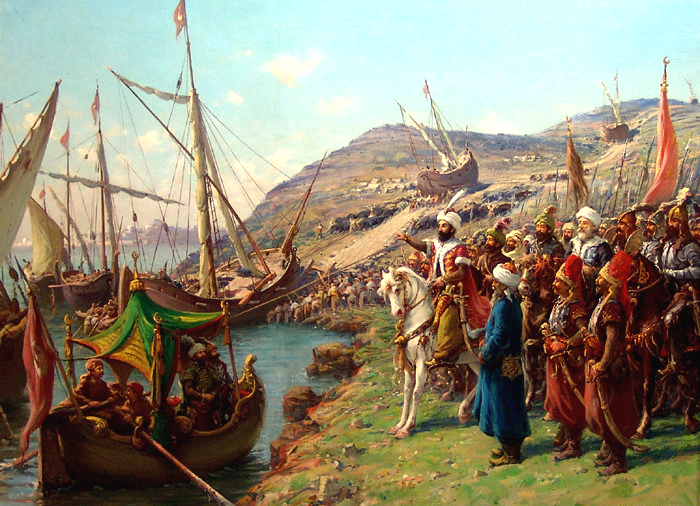
Après la cuisante défaite de sa flotte le 20 avril, Mehmed II use d'un stratagème audacieux pour faire pénétrer ses navires dans la Corne d'Or.

La bataille du 20 avril rappelle à Mehmed l'importance de la Corne d'Or, le port naturel de Constantinople, qui permet à la flotte byzantine de disposer d'un refuge sûr et à la muraille nord d'être gardée par un minimum d'hommes. Il élabore alors un moyen de faire passer ses navires dans la Corne d'Or par voie terrestre. Cette technique n'est pas nouvelle : elle a déjà été expérimentée par d'autres, et plus récemment par les Vénitiens lors d'une campagne en Longobardie. Il est probable que l'un des participants à cette campagne a informé le sultan de cette technique. Toutefois, les Turcs doivent faire avec un relief pentu, ce qui accroît la difficulté de la manœuvre. Mehmed met en place les travaux dès le 21 avril à l'aide de milliers d'artisans et d'ouvriers tandis que le canon implanté près de Péra bombarde continuellement les environs de la chaîne pour masquer les préparatifs. À l'aube du 22 avril, les premiers navires sont halés à l'aide de bœufs à la grande stupéfaction des assiégés. Bientôt, ce sont soixante-douze navires turcs qui mouillent dans la Corne d'Or,,. Les défenseurs de Constantinople tiennent conseil le 23 avril mais ils ont peu d'options, toute intervention de Péra semblant à exclure. Ils n'ont en effet pas suffisamment de combattants pour débarquer sur la rive opposée, détruire les canons et incendier les navires.
Constantin bénéficie de l'aide de Giacomo Coco, un navigateur en provenance de Trébizonde qui prévoit d'incendier la flotte turque à l'aide de ses navires la nuit tombée. L'action est repoussée à la nuit du 24 avril et elle prévoit l'envoi de deux transports, deux galères et deux petites fustes accompagnées de multiples navires de petite taille. Ce sont ces derniers qui ont pour mission de couler et d'incendier les navires turcs. Seuls les Vénitiens sont mis au courant car les Génois pourraient transmettre l'information à Péra dont les relations avec le sultan sont ambiguës. Ils finissent néanmoins par être informés de l'opération et exigent d'y participer. Ils demandent d'attendre le 28 pour qu'un de leur navire puisse participer à l'opération en fournissant une fuste supplémentaire. Ce délai est mis à profit par un Génois à la solde du sultan pour informer les Turcs de l'opération. Ainsi, la nuit du 28 avril l'opération est lancée et Coco qui dirige une des fustes décide de mener lui-même les hostilités mais son navire est détruit par l'artillerie turque informée de l'opération. Si une des galères et les transports parviennent à s'en sortir sans trop de dégâts, les petits navires subissent de lourdes pertes. Les quarante prisonniers chrétiens sont exécutés devant les murailles de la ville, ce qui incite les Byzantins à faire de même avec plus de deux cents Turcs. Les pertes s'élèvent à une galère, une fuste et quatre-vingt-dix marins pour les assiégés et un navire pour les Turcs. Si la Corne d'Or n'est pas encore tombée entre les mains des Turcs, elle n'est plus un refuge sûr et cela contraint les assiégés à dégarnir leurs défenses déjà peu pourvues en hommes pour assurer la protection de la muraille bordant la Corne d'Or, celle-là même qui fut franchie par les croisés en 1204 lors de la première chute de Constantinople.
En outre, la prise de contrôle d'une partie de la Corne d'Or améliore la communication entre l'armée turque principale et les hommes dirigés par Zağanos Pasha au-dessus de Péra. Avant, le sultan devait parcourir un long crochet pour assurer la liaison entre ses deux corps d'armée. Dorénavant, il dispose d'un ponton construit à proximité directe des murailles. Enfin, des plates-formes sont disposées le long de ce ponton pour y poster des canons et ainsi tirer sur les murailles des Blachernes sous un nouvel angle. Toutefois, les chrétiens parviennent à maintenir une flotte entre le ponton et la chaîne. S'il semble que Mehmed II n'a jamais eu l'intention de lancer d'assaut depuis la Corne d'Or, la présence d'une flotte turque au sein de celle-ci est une source d'angoisse constante pour les assiégés qui ne peuvent se permettre de transférer des troupes positionnées sur les remparts terrestres.

### Question des renforts vénitiens
Après la prise partielle de la Corne d'Or, les Turcs continuent le pilonnage de la ville sans lancer d'attaque directe contre la cité. Cette dernière doit faire face au problème des vivres et Constantin lance une nouvelle collecte de fonds pour en obtenir davantage et les répartir. Peu à peu, les réserves de Constantinople diminuent d'autant que les cultures produisent peu en avril et que les bateaux de pêche ne peuvent plus agir du fait de la présence de navires turcs dans la Corne d'Or. Confronté à ce nouveau défi, l'empereur décide de l'envoi d'un navire devant se porter à la rencontre de l'escadre vénitienne promise par Minotto. Ainsi, le 3 mai, un brigantin hissant les couleurs turques pour tromper la vigilance ottomane parvient à franchir le blocus pour se diriger ensuite vers la mer Égée.
L'appel lancé par Minotto en janvier 1453 est reçu par Venise le 19 février. Le 13 avril, la sérénissime république de Venise envoie Alviso Longo à Ténédos à la tête d'une flotte pour recueillir divers renseignements sur la situation de Constantinople et sur les forces turques. À Ténédos, Alviso Longo doit attendre l'arrivée de Loredan, le capitaine général de la flotte emmenant avec lui 15 galères en provenance de Venise ainsi que deux navires crétois devant le rejoindre à Négrepont. Si à la date du 20 mai la flotte vénitienne ne l'a pas rejoint, il doit se diriger vers Constantinople si cela est possible et se mettre au service du baile Girolamo Minotto. Toutefois, Loredan ne part de Venise que le 7 mai pour se rendre tout d'abord à Corfou où une galère de l'île doit le rejoindre. Au total, la flotte de Loredan devait transporter 2 000 hommes au maximum. Il a pour instruction de prendre contact avec Longo et, si ce dernier est déjà parti pour Constantinople, de le rejoindre dans la cité impériale si la situation le permet. Si Loredan apprend que l'empereur byzantin a traité avec le sultan, il doit se diriger vers la Morée et exiger la restitution de plusieurs villages pris par le despote Thomas Paléologue. Dans le cas contraire, il doit mettre l'île de Négrepont en état de se défendre contre une offensive turque. En outre, Bartolomeo Marcello, l'ambassadeur nommé par Venise auprès du sultan, doit embarquer avec Loredan et si la flotte de ce dernier parvient à Constantinople, il doit essayer de négocier la paix entre les parties en assurant Mehmed des intentions pacifiques de Venise. Dans le cas contraire, les Vénitiens doivent conduire la lutte aux côtés des Byzantins. Dans le même temps, le pape tente péniblement de mettre en place une expédition de secours mais, en Italie, on reste persuadé que la ville peut tenir encore longtemps, ce qui n'incite pas à la rapidité. Le 10 avril, Venise apprend que les cardinaux s'apprêtent à mobiliser une petite flotte de cinq navires à leurs frais mais qu'elle doit armer. Si cette dernière approuve fortement l'initiative, elle rappelle qu'au-delà du 31 mai, toute entreprise de secours serait compromise car les vents du Nord rendent difficile la navigation dans les Détroits. Il faut attendre le 5 juin (une semaine après la chute de Constantinople) pour qu'un représentant de la république de Raguse informe Venise que la papauté est prête à payer 14 000 ducats. Toutefois, cette somme est jugée insuffisante par Venise, ce qui retarde le départ d'une expédition devenue de toute façon inutile. Dès lors, l'espoir de Constantin de voir arriver une flotte de secours en provenance de l'Occident est tout à fait illusoire.

### Une lutte continuelle

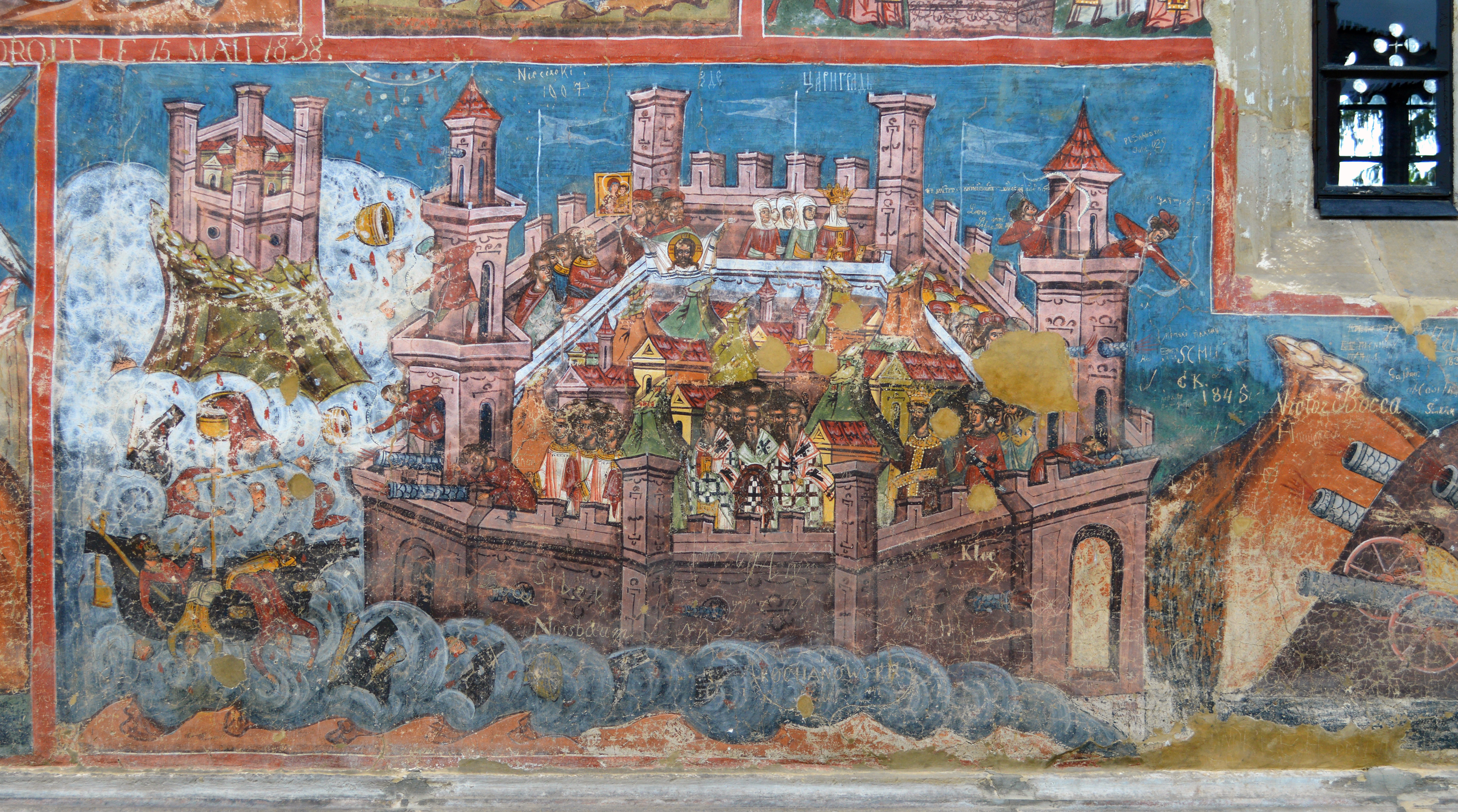
Une fresque d'un monastère moldave représentant le siège de Constantinople. À l'image des nombreuses représentations de l'événement produites durant le règne de Pierre IV Rareș, elle joue un rôle politique et idéologique dans le combat que mène Pierre IV contre les Ottomans.

À Constantinople, les tensions sont croissantes entre les Vénitiens et les Génois qui se rejettent la faute pour la responsabilité de l'échec du 28 avril. Les Génois critiquent la prétendue lâcheté des Vénitiens qui s'enfuiraient dès qu'ils le peuvent, tandis que les Vénitiens accusent la complicité dont feraient preuve les Génois de Péra envers les Turcs. Ces multiples disputes contraignent l'empereur à recourir à l'arbitrage, tandis que le moral des assiégés faiblit progressivement. Des contacts entre l'empereur et le sultan ne donnent rien, Mehmed continue d'exiger la reddition de la ville en échange de la sûreté des habitants et de leurs biens ainsi que d'une possibilité d'exil en Morée pour l'empereur. Certains dignitaires préconisent le départ de l'empereur pour que celui-ci rallie des troupes à l'extérieur (les hommes de Skanderbeg entre autres) dans l'objectif de secourir Constantinople. Toutefois, Constantin affirme que s'il abandonnait la cité, la défense s'effondrerait ; si la cité devait périr, il périrait avec elle.

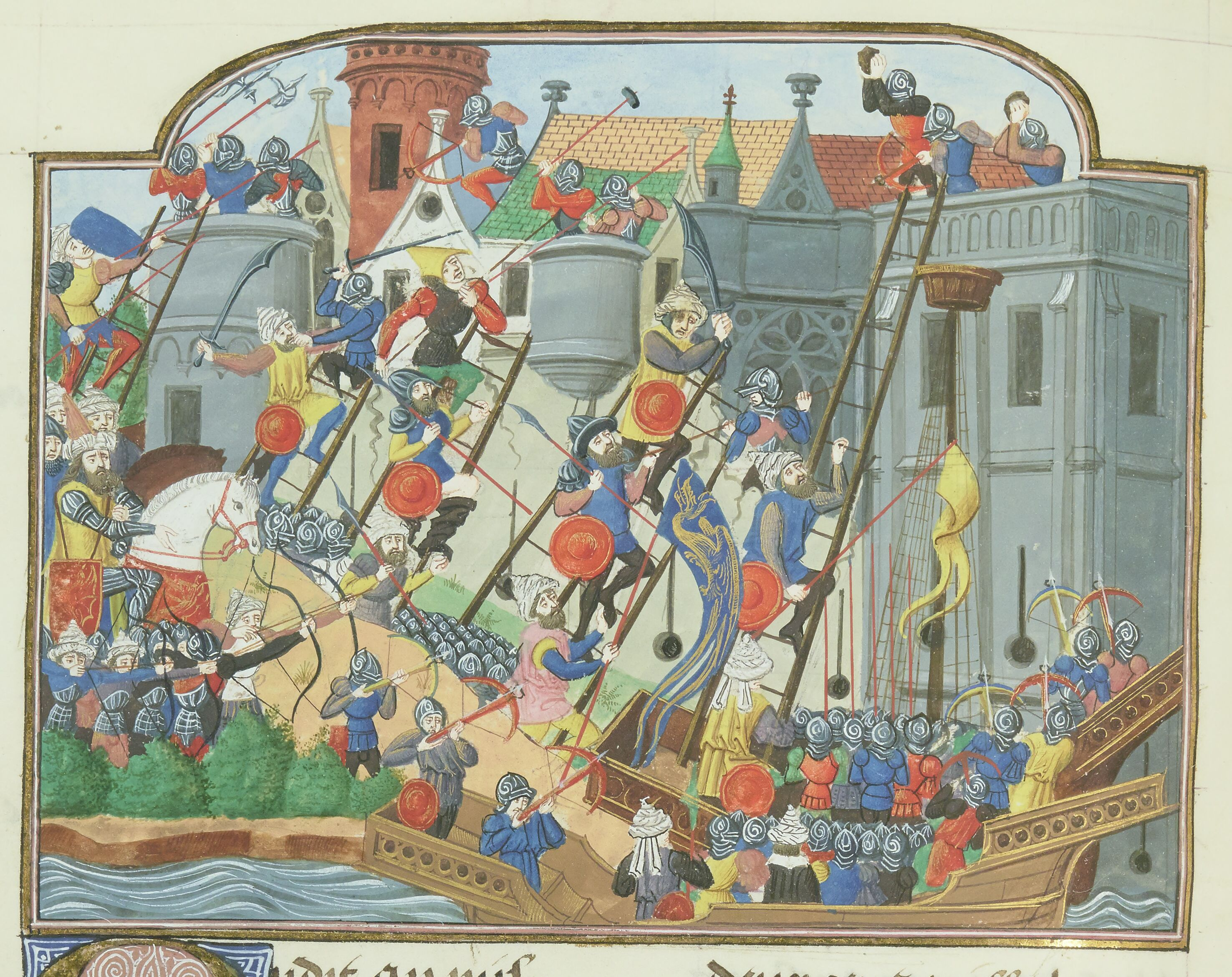
Les Turcs sous les murailles de Constantinople. Miniature attribuée à Philippe de Mazerolles, extraite d'un manuscrit de la Chronique du règne de Charles VII de Jean Chartier, BNF Fr.2091.

Les bombardements redoublent d'intensité au début du mois de mai avec la remise en état du canon d'Urbain, le 6 mai. En face, les Byzantins se préparent à l'assaut ottoman qui se déroule le matin du 7 mai dans le secteur du Mesoteichion mais sans succès, après trois heures de lutte. Pour renforcer la défense de la ville, la plupart des équipages des navires vénitiens sont envoyés sur les murailles des Blachernes malgré la résistance initiale des marins. Les navires vénitiens sont rapatriés dans le port. Le 13 mai, les Turcs lancent une offensive à la jonction des murailles des Blachernes et celles du mur de Théodose. Une nouvelle fois, les assiégés repoussent l'assaut. Les 16 et 17 mai, la flotte turque fait plusieurs démonstrations à proximité du barrage de la Corne d'Or sans pouvoir le forcer. Mehmed tente alors de placer des mines sous les fortifications byzantines. Après un premier tunnel mal situé, le deuxième est repéré par les Byzantins qui le détruisent grâce à une contre-mine fabriquée par l'ingénieur Johannes Grant. Une troisième tentative turque échoue également.
Le 18 mai, les Ottomans ont recours à une tour de siège dans le secteur du Mesoteichion. Ce nouveau stratagème impressionne grandement les assiégés. En effet, cette tour permet aux Turcs de combler le fossé précédant les remparts sans pertes tandis que les projectiles tirés du haut de celle-ci permettent d'abattre une tour byzantine proche de la porte Saint-Romain. Après avoir comblé le fossé, les Turcs s'apprêtent à lancer à nouveau l'assaut contre la brèche mais, durant la nuit, les Byzantins parviennent à placer dans les remblais des charges de poudre qui détruisent la tour. Plusieurs autres tours d'assaut sont détruites par la suite sans qu'aucune ne parvienne à forcer les défenses byzantines. Le 22 mai, une éclipse de Lune provoque la terreur chez les assiégés persuadés d'y voir un signe divin de leur future destruction. Nicolò Barbaro, cité par Gustave Schlumberger, retranscrit cette terreur dans son compte-rendu du siège :

« Ce signe en effet donnait à entendre à cet illustre souverain que les prophéties allaient s'accomplir et que son empire approchait de sa fin, comme aussi il est arrivé. Ce signe, par contre, parut un signe de victoire aux Turcs, qui fort s'en réjouirent et firent une grande fête dans leur camp. »

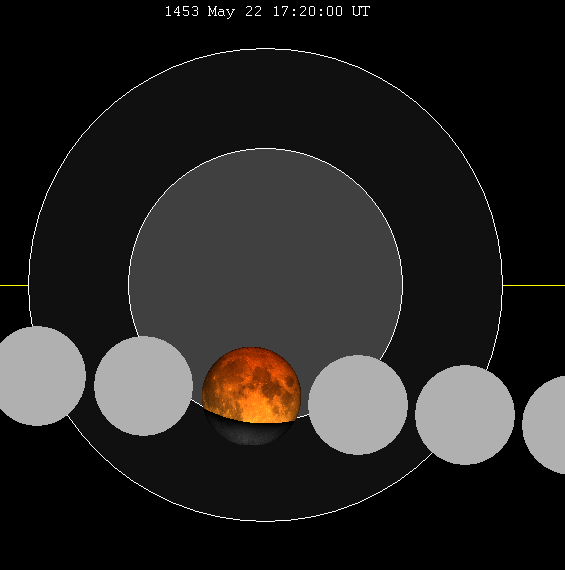
Éclipse de Lune du 22 mai 1453.

Parmi les autres mauvais présages observés par les témoins du siège figure l'épisode de l'icône de la Vierge. Celle-ci est une des plus saintes reliques de la ville et la Vierge est une protectrice de Constantinople. Or, au cours d'une procession dans les rues, la Vierge se détache de son support avant qu'un orage n'éclate et ne plonge les habitants dans le désespoir. De même, le 24 mai, une lumière rouge illumine la basilique Sainte-Sophie, créant un mouvement de panique parmi les Byzantins. Selon Donald Nicol, ce phénomène est dû aux feux allumés par les Ottomans qui éclairent la basilique. Le feu de Saint-Elme pourrait être une autre explication à ce phénomène.
Malgré ces funestes présages, les combats continuent. Le 23 mai, Grant et ses hommes capturent un officier turc dirigeant les opérations de minage, qui leur révèle l'emplacement de tous les tunnels. Ces derniers sont détruits un à un et les Ottomans abandonnent cette option. Le même jour, le brigantin revient dans la Corne d'Or après avoir échappé à la marine turque et annonce à l'empereur que malgré plusieurs jours de navigation dans la mer Égée, aucune flottille de secours n'est en route pour Constantinople. Cette nouvelle atteint durement le moral des défenseurs qui, malgré leurs faibles pertes, souffrent de la fatigue et d'un manque de vivres de plus en plus criant. Enfin, le bombardement continuel de l'artillerie ottomane entame en plusieurs points la muraille byzantine et les défenseurs réparent de plus en plus difficilement les brèches ouvertes par les canons turcs.

### Derniers jours

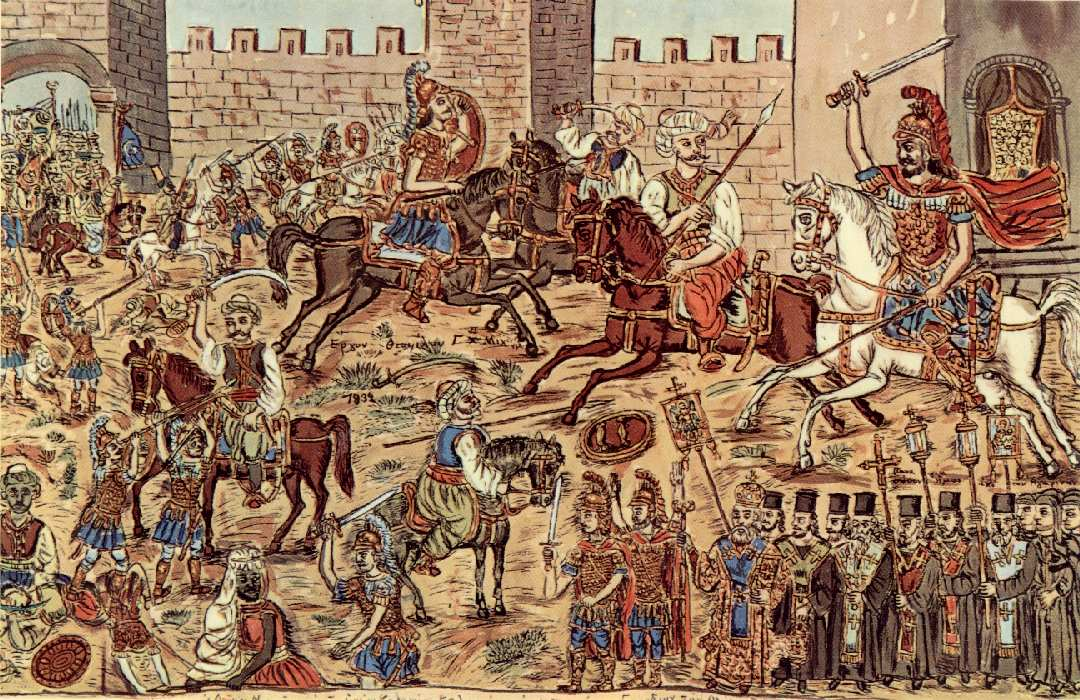
Représentation de Constantin XI en train d'essayer de repousser les Ottomans par Theophilos Hadjimichail (1932).

Toutefois, le moral des Turcs commence à faiblir avec la durée du siège. L'armée ottomane craint l'arrivée de renforts chrétiens d'autant plus que Jean Hunyadi s'affirme délié du traité de paix signé avec le sultan. De plus, la marine turque a subi plusieurs échecs cuisants ce qui accroît le sentiment d'impuissance chez les assiégeants. Mehmed tente à nouveau d'obtenir la reddition de la ville de Constantin. Vers le 25 mai, il envoie un ambassadeur dans la cité pour persuader les Byzantins d'accepter de négocier. Le basileus accepte et envoie à son tour un ambassadeur écouter les demandes du sultan. Ce dernier promet la levée du siège en échange d'un tribut de 100 000 besants d'or. Une telle somme est impossible à payer pour l'empereur qui ne peut que refuser la reddition.
Le 25 mai, Mehmed réunit ses différents conseillers pour écouter leurs avis. Halil Pacha persiste dans son opposition à la prise de la ville qui n'apporte que des pertes à l'Empire ottoman. Ce dernier vient de subir de multiples coups et risque de faire face à l'arrivée de renforts occidentaux. L'idée selon laquelle Halil Pacha est payé par les Grecs pour essayer de tempérer les ardeurs du Sultan n'a jamais été démontrée mais à partir de cette date, le vizir tombe définitivement en disgrâce auprès du sultan. Zaganos Pacha milite pour continuer le siège à l'image de nombreux autres généraux. Après avoir reçu l'avis favorable de la quasi-totalité de son état-major, Mehmed décide de lancer un nouvel assaut.
Pour préparer ce qui doit être l'offensive décisive, le bombardement des murailles redouble d'intensité les 26 et 27 mai pendant que les Byzantins se préparent au choc en réparant les dommages causés par l'artillerie. Giustiniani est légèrement blessé alors qu'il supervise les réparations de la barricade du Mesoteichion mais reprend très rapidement son poste le dimanche 27 mai. Le même jour, Mehmed effectue la revue de ses troupes et les encourage avec la promesse de trois jours de pillages ininterrompus. La nuit tombée, des dizaines d'hommes se succèdent pour combler le fossé dans la vallée du Lycus. Le lundi 28 est consacré au repos et à la préparation de l'assaut final. De nouveau, Mehmed fait une tournée d'inspection générale. Il ordonne à sa marine tout entière, qu'elle soit dans la Corne d'Or ou sur la mer de Marmara de se préparer à l'assaut pour le lendemain, les marins devant essayer d'escalader les murailles maritimes de Constantinople pour obliger les assiégés à maintenir une vigilance constante sur chaque point du mur. Zaganos devait fournir des renforts aux marins tandis que le reste de ses troupes a pour objectif le secteur des Blachernes. À sa droite jusqu'à la porte de Charisius, c'est le général Karadja Pacha qui est responsable de l'offensive tandis qu'Ishak et Mehmed dirigent les troupes d'Asie entre la porte de Saint-Romain et la mer de Marmara, le sultan se chargeant du secteur de la vallée du Lycus, le point le plus faible de la défense byzantine. En face, les assiégés souffrent d'une profonde discorde en leur sein. Les Vénitiens réaffirment que les Génois ne sont pas dignes de confiance du fait de la neutralité de Péra. Peu de temps avant l'assaut final, Giustiniani et Lucas Notaras se disputent au sujet de l'artillerie. Giustiniani veut la concentrer dans la vallée du Lycus, là où le choc principal aura lieu tandis que Notaras veut assurer la défense des murailles maritimes de la Corne d'Or insuffisamment protégées. Constantin XI arbitre le différend en faveur du Génois.
Le lundi 28 mai, les assiégés oublient leurs querelles. Une procession religieuse fait le tour des murailles et des reliques et autres objets à valeur religieuse sont placées devant les points les plus affaiblis des remparts. Constantin fait un dernier discours à l'adresse de l'ensemble des défenseurs et à la fin de la journée, une grande partie de la population se retrouve pour une cérémonie au sein de la basilique Sainte-Sophie. De nouveau, les dissensions religieuses sont oubliées. Le soir, les défenseurs reprennent leurs positions. Giustiniani et ses hommes se placent à l'endroit le plus affaibli de la muraille sur le Mesoteichion. Les portes du rempart intérieur sont alors fermées pour éviter toute retraite. Constantin se réunit avec plusieurs de ses ministres et de membres de sa famille avant de se diriger dans le secteur des Blachernes pour se préparer pour la bataille.

### Assaut final
Au moment de l'assaut final, les murailles de Constantinople sont sérieusement fragilisées et trois brèches ont été ouvertes par l'artillerie turque. La première se situe entre la porte d'Andrinople et le palais du Porphyrogénète, la deuxième près de la porte Saint-Romain dans la vallée du Lycus et la troisième à proximité de la troisième porte militaire.

#### Première vague
C'est au soir du lundi 28 mai que les Turcs entrent en action. Des milliers d'hommes comblent le fossé face aux murailles et les assiégés sont impuissants à les en empêcher. À 1 h 30 du matin le 29 mai, le sultan ordonne l'assaut général tandis que les défenseurs s'organisent au son du tocsin. Les bachibouzouks constituent la première vague d'assaut. Ils sont plusieurs milliers à se lancer à l'assaut des murailles constantinopolitaines dans l'objectif d'épuiser les défenseurs. Pour se prémunir contre la défection de ces soldats peu fiables, Mehmed a placé une ligne de sergents doublée d'une ligne de janissaires pour abattre tout déserteur. L'effort turc se concentre autour de la vallée du Lycus mais les bachibouzouks, mal armés et peu disciplinés, sont repoussés par les soldats de Giustiniani qui disposent du meilleur armement à la disposition des assiégés.

#### Deuxième vague
Après deux heures de lutte, Mehmed ordonne la retraite avant de lancer les troupes anatoliennes d'Ishak à l'assaut. Ces dernières sont bien plus disciplinées que les bachibouzouks et tentent de forcer la palissade du Mesoteichion. De nouveau, le grand nombre des assaillants joue en leur défaveur car ils se bousculent entre eux et constituent des cibles faciles. Toutefois, le canon d'Urbain parvient à détruire la palissade ce qui permet à trois cents Turcs de pénétrer à l'intérieur de la ville mais les troupes gréco-latines menées par Constantin parviennent à les rejeter hors des murs de la cité. Ce revers conduit à l'abandon de l'assaut par la deuxième vague. Partout, les défenseurs parviennent à repousser les assauts turcs. Au niveau du rempart sud, plusieurs groupes de soldats sont envoyés soutenir les défenseurs de la vallée du Lycus tandis que les moines et les troupes d'Orkhan repoussent les quelques tentatives turques de prendre la ville du côté de la mer de Marmara. En ce qui concerne la Corne d'Or, les Ottomans ne sont pas en mesure de menacer réellement la défense byzantine. Enfin, les Vénitiens s'opposent victorieusement aux attaques de Zaganos autour du palais des Blachernes malgré l'acharnement turc.

#### Troisième vague et la victoire ottomane

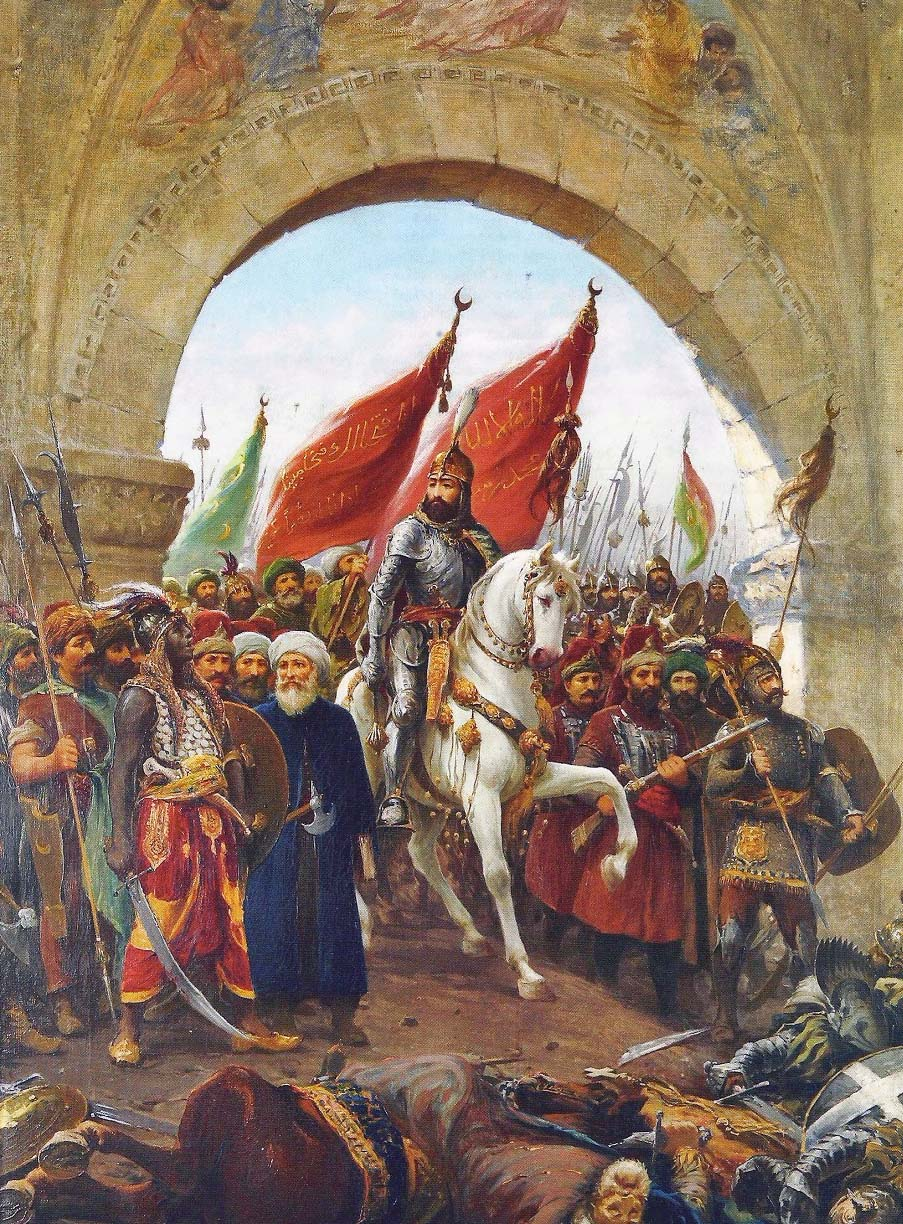
L'entrée de Mehmed II dans Constantinople vue par Fausto Zonaro (1854-1929), peinture objet d'une commande du sultan Abdülhamid II.

Malgré tout, le but de Mehmed est atteint. Les deux premières vagues d'assaut ont fortement fatigué les défenseurs et ces derniers n'ont pas le temps de terminer les réparations de la palissade endommagée qu'une pluie de projectiles s'abat sur eux. C'est le coup d'envoi de la troisième vague d'assaut, celle qui doit emporter la décision. Ce sont les janissaires, les troupes d'élite du sultan, qui dirigent cet assaut. À la différence des bachibouzouks et des troupes anatoliennes, les janissaires parviennent à maintenir leur formation à l'approche des remparts. Mehmed dirige ses troupes devant le fossé et là, les janissaires lancent de multiples assauts contre les restes de la palissade qui barre l'entrée de Constantinople dans la vallée du Lycus. Malgré leur épuisement, les assiégés parviennent à empêcher les Turcs de pénétrer dans la cité durant près d'une heure. Selon Barbaro, les assiégés pensent alors qu'ils sont en mesure de remporter la victoire.
C'est alors que le sort de la bataille tourne en faveur des Ottomans. Au niveau de la porte Saint-Romain, Giustiniani est touché mortellement au sternum par une balle de couleuvrine ou un carreau d'arbalète. Il demande alors à être ramené à l'intérieur de la cité malgré les supplications de Constantin XI qui désire qu'il reste à son poste, craignant que son départ n'entraîne la défection de ses troupes. Transporté en direction du port pour être embarqué sur un navire, son absence provoque effectivement la panique parmi les Génois qui fuient, laissant les Byzantins seuls pour endiguer le flot ottoman. Ces derniers sont peu à peu acculés contre le rempart intérieur et périssent nombreux dans les douves sous les projectiles tirés par les Turcs. Un autre événement controversé a peut-être accru la panique parmi les défenseurs. En effet, selon Doukas qui est le seul chroniqueur à rapporter ce fait, une cinquantaine de soldats turcs parviennent à pénétrer dans la cité plus au nord, par la Kerkoporta. Cette petite poterne n'a jamais été localisée avec certitude mais pourrait se trouver à la jonction des murailles de Théodose et du rempart des Blachernes, dans le secteur défendu par les hommes des frères Bocchiardi. Elle sert probablement à ces derniers pour lancer des sorties nocturnes contre les Turcs mais il est probable qu'au cours d'une de ces actions les défenseurs ont oublié de refermer la porte. Les Byzantins réagissent très vite et parviennent à enrayer l'avancée ottomane. Toutefois, des soldats turcs parviennent en haut d'une des tours et y lèvent le drapeau ottoman, visible aux yeux des assiégés. Ces derniers, croyant la ville tombée aux mains des Ottomans, pourraient avoir abandonné la lutte,. Quoi qu'il en soit, malgré la panique, Constantin et ses plus fidèles compagnons tentent alors d'organiser la défense byzantine dans la vallée du Lycus mais la situation est déjà perdue. Constantin XI et de nombreux dignitaires byzantins périssent lors des ultimes combats en tentant de repousser les assauts turcs, dont Théophile Paléologue et Démétrius Paléologue Métochitès, le dernier gouverneur de Constantinople.
Partout la défense byzantine cède. Les Vénitiens de Minotto sont encerclés dans les Blachernes tandis que les Turcs parviennent à prendre possession des murs de la Corne d'Or. Peu à peu, toutes les portes de la cité sont ouvertes. Celles de la muraille sud le sont par les Turcs déjà présents dans la cité et les défenseurs du secteur sont soit tués soit faits prisonniers. De nombreux Byzantins tentent de retourner chez eux pour assurer la protection de leur famille tandis que les Italiens essaient de regagner leurs navires dans l'espoir de fuir la cité. Le long de la mer de Marmara, les Ottomans débarquent sans rencontrer de résistance, sauf dans le secteur défendu par les hommes d'Orkhan. Les Catalans résistent longuement avant de périr ou de se rendre mais de nombreux secteurs voient leurs défenseurs se rendre sans résistance. Pris par l'euphorie de la victoire et par l'appât du butin, de nombreux marins turcs quittent leurs navires pour participer au pillage de la ville promis par Mehmed. Cela permet à de nombreux navires italiens de s'échapper avant que le port ne soit pris vers midi.

### Prise de la ville

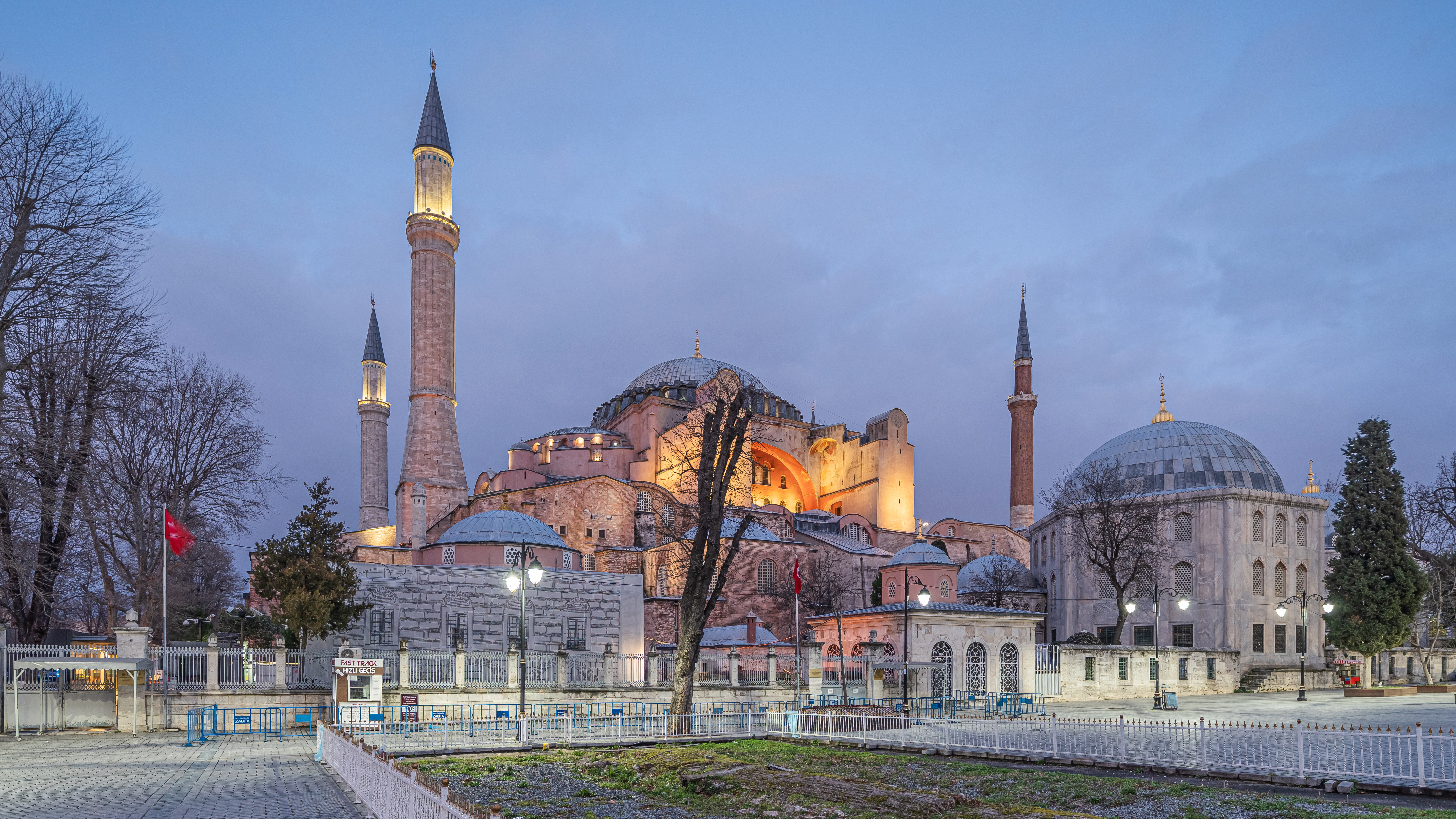
Hagia Sophia, ou Sainte-Sophie.

Conformément à la tradition islamique, Mehmed II a envoyé une offre de reddition à Constantin XI avant la chute de la ville. Parce qu'elle a été refusée, le sultan a pillé la ville pendant une journée, avant de cesser,. Si les régiments pénètrent en bon ordre dans la ville, ils se lancent ensuite dans une entreprise de pillages et de tueries. Mais, assez vite, les soldats turcs décident de faire des prisonniers dans l'espoir d'obtenir des rançons. Les troupes ayant pénétré dans Constantinople par la Kerkoporta s'attaquent au palais des Blachernes dont la garnison vénitienne est vaincue. Toutes les églises proches des remparts sont pillées. Bientôt, les troupes turques se dirigent vers le centre de la ville en direction de la pointe de l'Acropole. Il est difficile de suivre le trajet des soldats turcs mais il est certain que peu de bâtiments échappent aux pillages. La basilique Sainte-Sophie devient la cible des troupes terrestres ainsi que des marins qui convergent ensemble vers le plus somptueux bâtiment religieux de la ville. Les soldats ottomans n'ont aucune difficulté à forcer les portes de la basilique derrière lesquelles se trouve un grand nombre de réfugiés. Des hommes sont tués en grand nombre, la plupart des réfugiés sont faits prisonniers, notamment les jeunes filles et les jeunes garçons que se disputent les Ottomans. Selon la légende, les prêtres de l'église réussissent à se dissimuler dans le mur de la basilique d'où ils réapparaîtraient quand Constantinople redeviendrait chrétienne. Les habitations pillées sont signalées par des fanions et bientôt, l'ensemble de la population est faite prisonnière bien que les plus jeunes enfants soient souvent tués du fait de leur faible valeur marchande[Information douteuse]. De même, plusieurs livres sont préservés car les Turcs espèrent les revendre par la suite. Le pillage se poursuivit pendant trois jours selon toutes les sources de l'époque, tant occidentales que turques, bien qu'on lise chez Steven Runciman, toutefois sans documents à l'appui, que le sultan aurait, dès le soir du 29 mai, « proclamé que le pillage devait cesser ». D'après les sources de l'époque, le nombre de prisonniers s'élève à 50 000 tandis que 4 000 civils sont victimes du massacre. C'est aussi le soir du 29 mai que Mehmed II pénètre dans la cité impériale pour se diriger vers la basilique Sainte-Sophie. Il permet aux quelques chrétiens encore présents dans l'église de repartir chez eux. Puis, se dirigeant vers l'autel, il ordonne à l'un de ses oulémas de monter à l'ambon et de proclamer la formule de foi de l'islam affirmant qu'il n'y a pas d'autre Dieu qu'Allah ; à la suite de quoi lui-même grimpe sur l'autel et là, ayant foulé aux pieds la Sainte Table dans une attitude conforme à l'antique rituel (romain, puis byzantin) d'humiliation et de souveraineté appelé « piétinement de l'ennemi » (calcatio hostis), il prononce la prière (ἀναβὰς ἐπὶ τῆς ἁγίας τραπέζης ἐποίησε τὴν προσευχήν).

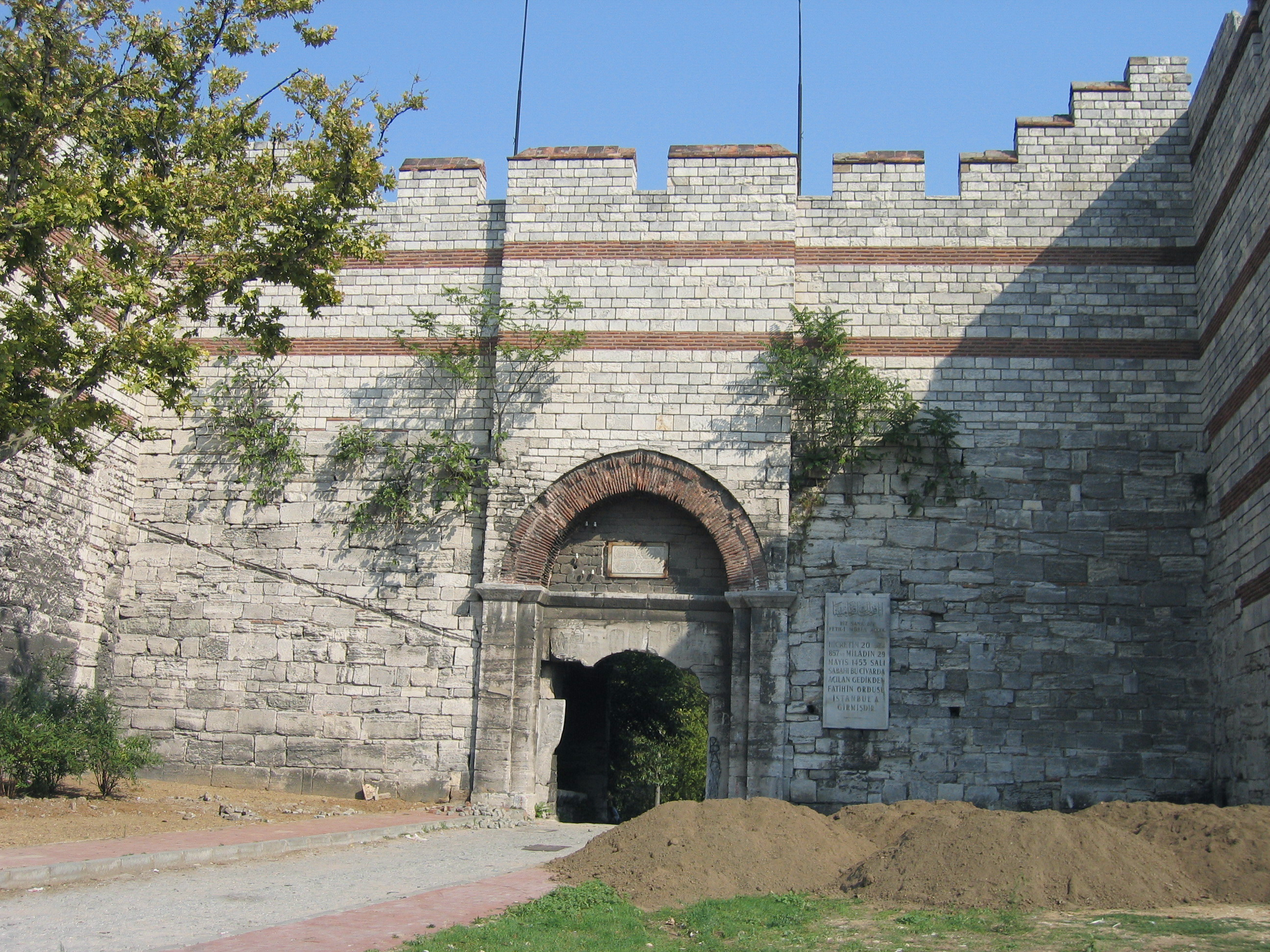
La porte de Charisius (ou d'Andrinople) par laquelle Mehmed fait son entrée dans Constantinople.

À la suite du pillage, de larges portions de la ville sont dans un état de destruction avancée et de nombreuses maisons sont inhabitables comme dans le quartier des Blachernes. Toutefois, contrairement à ce que certains récits du pillage laissent croire, certains quartiers constantinopolitains sont relativement épargnés par les pillages. Il en est ainsi des quartiers du Phanar et du Pétrion par exemple. Ce « traitement de faveur » pourrait être dû à l'action des dignitaires de ces quartiers, qui, se rendant rapidement aux Ottomans, voire en ouvrant les portes des murailles bordant leur quartier, se seraient attiré les faveurs du sultan qui aurait envoyé des unités de police militaire protéger ces quartiers.
Le 30 mai, Mehmed exige de faire un état des lieux du butin pris lors du pillage de la ville. Il s'en réserve une part substantielle et distribue une autre partie aux troupes n'ayant pu participer au pillage. La plupart des nobles byzantins voient leur sort décidé par Mehmed. Ce dernier permet aux femmes de retrouver la liberté avec suffisamment d'argent pour racheter leur famille, à l'exception des hommes et des femmes les plus séduisants que Mehmed conserve. Il permet à certains nobles de rejoindre l'armée ottomane s'ils abjurent la foi chrétienne. Il est beaucoup moins indulgent envers les différents chefs étrangers faits prisonniers à la suite de la prise de la ville. Minotto et plusieurs autres dignitaires vénitiens sont exécutés ainsi que le consul catalan Pere Julia. De même, le prétendant turc Orkhan est exécuté après avoir essayé de fuir la ville sous un déguisement de moine grec. L'archevêque Léonard et le cardinal Isidore parviennent à s'échapper grâce à divers stratagèmes. Quant aux quelques Constantinopolitains qui ont échappé à la capture, ils obtiennent la permission de rentrer chez eux. Selon le Sénat de Venise, plus de 500 citoyens vénitiens et crétois ont péri lors des combats dont 40 nobles. En ce qui concerne les pertes financières, elles sont difficiles à évaluer. Le marchand florentin et chroniqueur du siège Jacopo Tedaldi donne les chiffres suivants : 40 000 ou 50 000 ducats pour Venise, 20 000 pour Florence, plus de 20 000 pour Ancône et une somme considérable pour Gênes. Le Sénat vénitien estime lui les pertes financières de la république de Venise à 200 000 ducats plus 10 000 pour Candie.
Parmi les nobles byzantins, si Mehmed adopte une attitude indulgente les premiers jours, il n'hésite pas à faire preuve de dureté, notamment avec le mégaduc Lucas Notaras, le deuxième personnage de l'Empire après l'empereur. Lucas se rend le 29 mai aux troupes ottomanes et Mehmed pourrait avoir prévu de le nommer gouverneur de la ville mais il finit par s'opposer à Lucas. En effet, le sultan désire incorporer un des fils de Lucas dans son sérail. Face au refus de Lucas, il décide de le décapiter avec son fils et son gendre. Des récits postérieurs au siège ont aussi mis en cause Notaras, qui se serait rendu coupable de duplicité au cours du siège, servant notamment d'informateur à Mehmed. Pour autant, aucune source solide n'accrédite ce soupçon, qui aurait fini par faire douter Mehmed de la fiabilité de Notaras. De même, Sphrantzès, un des hommes les plus proches de l'empereur, est emprisonné durant dix-huit mois avant de parvenir à payer la rançon pour sa liberté et celle de sa femme mais ses deux enfants restent dans le sérail du sultan et son fils adolescent est tué par Mehmed lui-même en décembre 1453. Au-delà de l'assassinat de Notaras, Mehmed tient surtout à éliminer les grands dirigeants de l'Empire byzantin pour éviter toute résurgence de celui-ci. Le sort de l'empereur lui-même est réglé par les armes puisqu'il est tué lors des derniers combats mais sa dépouille ne fut jamais retrouvée. Il est probable qu'il ait été enterré avec d'autres soldats byzantins morts au combat. Étant débarrassé de ses insignes impériaux, son cadavre n'en est que plus difficilement reconnaissable. Certains textes de l'époque remettent toutefois en cause la fin héroïque de l'empereur. Ainsi, le pape Pie II a publié avant son élection au trône pontifical un texte dans lequel il affirme que l'empereur aurait fui et serait mort piétiné. L'historien italien Andrea Cambini reprend cette version dans son Livre des origines des Turcs et de l'empire des Ottomans. Le marchand Tedaldi présent lors du siège développe une version plus nuancée de la fin de l'empereur :

« L'empereur de Constantinople mourut et d'aucuns disent qu'il eut la tête tranchée. D'autres disent qu'il mourut à la porte, en la presse, en soi cuidant issir. L'un et l'autre peut bien être vrai : c'est qu'il fut mort en la presse et que puis les Turcs lui eussent coupé la tête. »

Georges Sphrantzès, pourtant très proche de l'empereur, ne donne aucune indication permettant de croire que l'empereur est mort en combattant, il ne fait que mentionner qu'il n'est pas à ses côtés le jour de l'assaut final. Donald M. Nicol a compilé les différentes versions de la mort de l'empereur et ne parvient pas à démêler la réalité de la fiction. Les versions varient fortement selon les sources, les auteurs grecs insistant sur sa mort héroïque et les sources turques ou slaves présentant une fin plus déshonorante. Quant aux auteurs occidentaux tels Léonard de Chio, ils ont tendance à rabaisser la valeur des Grecs et donc de l'empereur.

## Conséquences

### D'un empire à l'autre

#### Fin d'un empire à la dérive

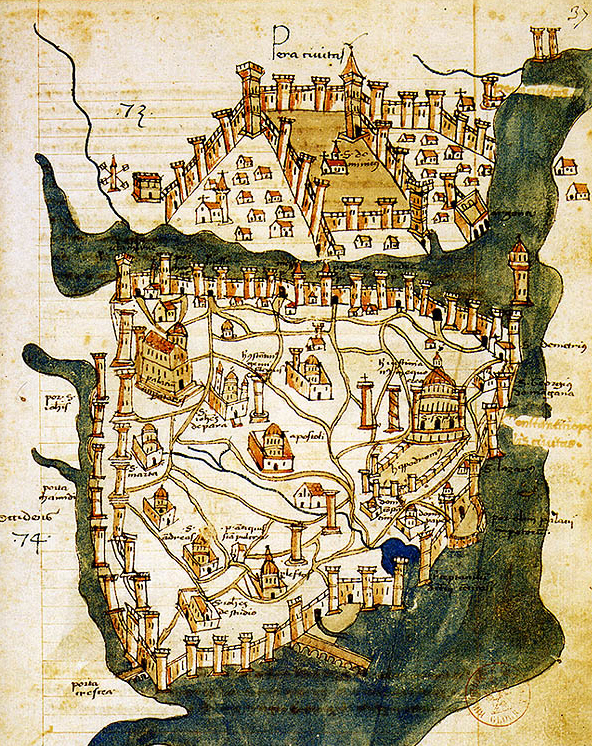
Carte de Constantinople (1422) par le cartographe florentin Cristoforo Buondelmonti montrant Péra, au nord de la Corne d'Or. Cette colonie génoise créée à la suite de la reprise de Constantinople par en 1261 symbolise la concurrence commerciale des républiques italiennes qui ruine l'Empire byzantin.

La prise de Constantinople de 1453 s'inscrit dans la phase finale du déclin de l'Empire byzantin, dont les toutes dernières miettes sont le despotat de Morée, l'empire de Trébizonde et la principauté de Théodoros qui subsistèrent respectivement jusqu'en 1460, 1461 et 1475. Amorcé plusieurs siècles auparavant, le déclin de l'Empire a de nombreuses causes, la principale étant le pillage de Constantinople lors de la Quatrième Croisade de 1204, qui inaugure la mainmise de Venise et de Gênes sur les îles et les sources de prospérité de l'Empire, entraîné dans des guerres coûteuses et souvent désastreuses. Dès lors, l'Empire ottoman peut sans difficulté conquérir progressivement le territoire byzantin mal défendu par une armée en sous-effectif par manque de moyens financiers et humains. Il est donc évident que l'Occident tient une part de responsabilité importante dans la chute de Constantinople, d'autant que la crainte byzantine d'une nouvelle croisade pour refonder l'empire latin de Constantinople a mobilisé à l'Ouest de nombreuses ressources qui auraient pu être consacrées à la lutte contre la progression turque. Le désintérêt de l'Occident chrétien pour l'Empire byzantin en 1453 n'est que l'un des facteurs de la chute de ce dernier : Steven Runciman et Georges Ostrogorsky estiment qu'une intervention occidentale n'aurait pas visé à sauver l'Empire grec, mais à réinstaurer un Empire latin d'Orient. De même, Rodolphe Guilland estime que si les Ottomans avaient échoué, Venise aurait sûrement fait payer très cher son engagement auprès de Constantinople, surtout si les hommes de Loredan avaient participé à la bataille. Constantin devait donc choisir entre l'impérialisme ottoman et l'impérialisme vénitien car Venise intervenait pour la défense de ses intérêts et non pour ceux des Byzantins. Depuis un siècle déjà, l'Empire byzantin était devenu un État de second ordre, proie de ses voisins. En 1453, si les murailles de Constantinople restent impressionnantes, l'Empire byzantin ne bénéficie plus de la supériorité militaire sur son adversaire à l'image du rôle déterminant que joue le feu grégeois dans la défaite arabe en 678. Au contraire, l'artillerie ottomane, très moderne, est un élément clé expliquant la défaite byzantine.

#### Naissance d'une grande puissance

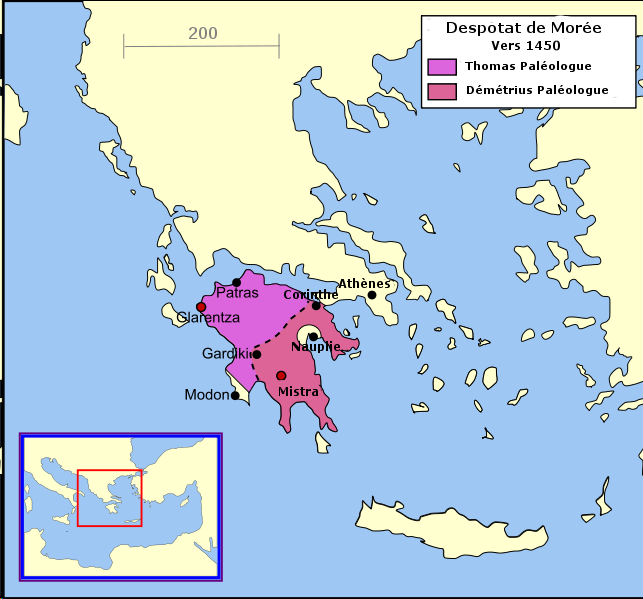
Le despotat de Morée en 1450.

D'un point de vue géographique, la prise de Constantinople n'apporte pas grand-chose à l'Empire ottoman qui contrôle déjà l'ensemble ou presque des anciens territoires de l'Empire byzantin (Asie Mineure et péninsule balkanique). L'acquisition de Constantinople permet surtout de parachever la domination ottomane sur les détroits. L'unité de l'Empire ottoman est renforcée et les communications entre sa partie européenne et sa partie asiatique sont grandement facilitées. De surcroît, l'élimination de l'Empire byzantin permet à l'Empire ottoman de se prémunir contre toute nouvelle croisade ayant pour objectif de sauver Constantinople, à l'image des batailles de Nicopolis et de Varna. Ainsi, Mehmed II élimine un facteur d'instabilité parfois vecteur de troubles dynastiques au sein de l'Empire ottoman lorsque le basileus soutient l'un des prétendants au trône ottoman. C'est dans une optique similaire que Mehmed se décide à réduire les trois États grecs encore indépendants (Mistra dans le Péloponnèse, Trébizonde en Anatolie pontique et Crimée). La Morée, possession formelle du basileus, est devenue au fil du temps l'apanage de membres de la famille impériale qui se disputent son contrôle. Constantin XI lui-même fut despote de Morée avant de devenir empereur byzantin. Déjà en 1452, Mehmed II envoie une partie de son armée ravager le territoire grec pour l'empêcher de venir en aide à Constantinople. Après la chute de la ville, il devient la cible prioritaire de Mehmed. Le despotat est dominé par Thomas Paléologue et Démétrios Paléologue qui font appel aux Ottomans en 1454 pour réduire la révolte des populations albanaises. Mais, dans le même temps, les despotes essaient de susciter une croisade en Occident. Mehmed II réagit en envoyant une nouvelle expédition ravager le despotat en 1458 avant de s'en emparer en 1460. L'empire de Trébizonde subit le même sort l'année suivante. L'empereur David II de Trébizonde qui avait essayé de susciter une croisade contre les Ottomans est contraint de capituler le 15 août 1461 alors que les Ottomans assiègent Trébizonde.
Ce processus de destruction des forces chrétiennes tentant de s'opposer à l'avancée ottomane en Europe (et dans une moindre mesure en Asie mineure) se poursuit tout au long du règne de Mehmed II et de ses successeurs. Partout dans les Balkans, les derniers bastions de résistance chrétiens cèdent. Skanderbeg, le chef albanais, périt en 1468 et avec lui la résistance de son peuple contre les Ottomans. De même, la principauté de Valachie dirigée par Vlad Dracula est obligée, à la mort de ce dernier en 1476, de se reconnaître vassale du Sultan. L'Empire ottoman acquiert dès lors le statut de grande puissance dont l'influence devient indépassable en Europe. La chute de Constantinople a un rôle dans l'évolution du statut de l'Empire ottoman. Le déclin de l'Empire byzantin a privé la chrétienté occidentale de son rempart traditionnel contre la progression musulmane (échec des deux sièges arabes de Constantinople). La chute de Constantinople fait prendre conscience aux États occidentaux de l'intensité de la menace ottomane. Dans le même temps, l'Empire ottoman tente de reprendre l'héritage de l'Empire byzantin. C'est dans cette optique que Mehmed fait de Constantinople sa capitale dès le mois de juin 1453. En tant qu'héritier des empereurs byzantins, Mehmed II décide rapidement de nommer un nouveau patriarche qui doit devenir le nouveau chef de la communauté chrétienne orthodoxe de l'Empire ottoman. Il prend parti pour Georges Scholarios, le chef du parti anti-unioniste à Constantinople et ce dernier est nommé par un synode dès les premières semaines suivant la prise de la ville. En janvier 1454, Scholarios est intronisé par Mehmed II, qui reprend le rôle de l'empereur byzantin dans la cérémonie. Les sources témoignent globalement de son souci de rendre à l'antique cité son lustre impérial, en la repeuplant d'habitants issus des diverses nationalités de l'Empire ottoman. En définitive, la communauté grecque est soumise globalement au même statut que les autres communautés chrétiennes de l'Empire, l'Église orthodoxe ayant par exemple pour fonction de rendre la justice dans la majorité des affaires opposant des chrétiens.

### Réactions occidentales

Portrait romantique du dernier croisé par Carl Friedrich Lessing qui illustre l'échec des tentatives chrétiennes pour défendre Constantinople contre les Turcs.

Il ne faut que quelques semaines avant que la chrétienté ne soit mise au courant de la chute de Constantinople. Trois navires ayant fui la cité arrivent à Candie, en Crète, le 9 juin. La nouvelle frappe de stupeur les habitants de l'île. Les colonies vénitiennes de Chalcis et de Modon sont aussi informées rapidement de la prise de la ville et envoient des messagers qui arrivent à Venise le 29 juin. De là, l'information arrive à Rome le 4 juillet avant d'atteindre Naples et le roi d'Aragon Alphonse V, puis l'ensemble de l'Europe. Partout, c'est la stupeur qui prédomine. L'ensemble des États occidentaux pensaient que les fortifications de la ville étaient suffisamment solides pour tenir un siège, au moins avant l'arrivée de renforts. En fait, la plupart des souverains sont trop occupés par leurs propres problèmes pour accorder une véritable attention à l'Empire byzantin. Venise qui possède de nombreux intérêts en mer Égée conseille la prudence à ses différentes colonies tandis que la flotte de Loredan doit emmener un ambassadeur auprès de Mehmed et continuer à y patrouiller pour prévenir toute offensive ottomane,. Ce diplomate doit obtenir le renouvellement du traité de 1451 ainsi que la permission de rétablir la mission commerciale vénitienne à Constantinople. Gênes se trouve dans une situation encore plus inconfortable car elle est mobilisée dans des guerres à l'ouest qui l'empêchent d'envoyer des secours à ses différentes places orientales dont la ville de Péra. Le gouverneur de celle-ci tente d'amadouer le sultan qui accorde divers privilèges à la ville. Toutefois, Mehmed vient à Péra dès le 3 juin et ordonne le désarmement de la cité. Dès lors, Péra appartient pleinement à l'Empire ottoman et le gouverneur génois est remplacé par un Ottoman. En outre, la prise de contrôle de l'ensemble des détroits par Mehmed condamne l'existence des villes génoises de la mer Noire dont aucune ne survit plus de cinquante ans à la conquête de Constantinople. Chio subit un sort similaire car Gênes laisse le gouvernement de l'île traiter directement avec le sultan. Les autres cités commerciales italiennes (Florence, Ancône…) connaissent une meilleure situation et établissent rapidement de nouvelles relations commerciales avec le sultan. En effet, ces villes ne possèdent pas de territoires dans la région du Levant et n'entrent donc pas en confrontation avec l'expansionnisme ottoman. De même, les Catalans reviennent assez vite à Constantinople, bien que le Consulat ait disparu définitivement avec l'Empire byzantin.
Le pape Nicolas V lance un appel à la croisade dès le mois de septembre 1453 alors que Frédéric III du Saint-Empire a annoncé la tenue d'une Diète d'Empire à Ratisbonne devant décider du lancement d'une croisade. Toutefois, c'est un échec tout comme la Diète de Francfort en septembre 1454 dont la promesse de l'envoi de 10 000 cavaliers et 30 000 fantassins reste lettre morte. Comme avant l'année 1453, les souverains occidentaux ont des problèmes plus urgents ou manquent de moyens pour intervenir. Frédéric III ne dispose pas d'assez de pouvoir sur ses différents vassaux pour espérer entreprendre une action efficace. Charles VII de France doit veiller à la reconstruction de son pays tandis qu'Henri VI d'Angleterre sombre dans la folie et que son royaume bascule dans la guerre des Deux-Roses. Ladislas de Hongrie, qui doit faire face à l'influence de Jean Hunyadi, n'a pas les moyens d'inquiéter les Turcs tandis qu'Alphonse V s'enferme dans une stratégie défensive. Enfin, le duc Philippe de Bourgogne promet d'intervenir (vœu du faisan) mais cette promesse reste sans acte. Calixte III, le successeur de Nicolas, publie la bulle Ad summi apostolatus apicem le 15 mai 1455 qui proclame la levée des dîmes pour financer une expédition devant partir le 1er mars 1456. En juin 1456, le pape parvient à envoyer une flotte prendre les îles de Lemnos, Thasos et Samothrace mais aucun prince chrétien n'est en mesure de défendre ces conquêtes qui retombent vite sous la coupe ottomane,,. Plus les années passent et plus l'idée d'une intervention occidentale s'estompe. Le projet de croisade de Pie II disparaît avec sa mort en 1464 malgré l'apparente motivation de Philippe de Bourgogne à respecter son engagement. Charles le Téméraire, le successeur de ce dernier, tente de reprendre le projet de croisade bourguignon et signe une alliance avec Ferdinand II d'Aragon, dit "Ferdinand le Catholique" en 1471 mais les nécessités de la lutte contre Louis XI de France le contraignent à abandonner ce projet.

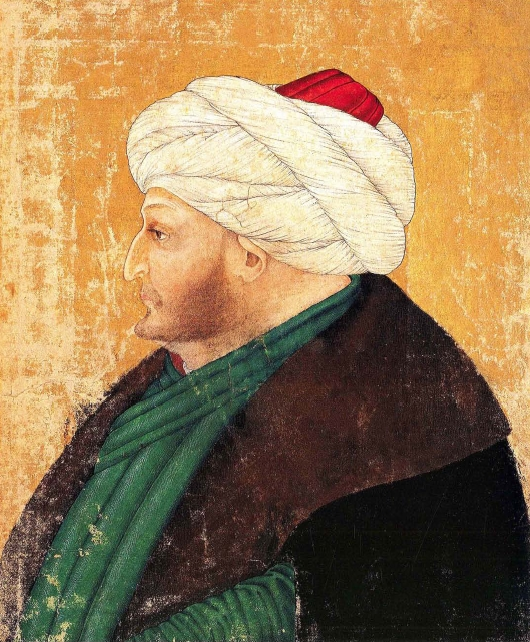
Mehmed II, dit « Fatih » ou le « Conquérant » à la suite de sa victoire (enluminure, fin XV, manuscrit Sarayı, folio 145ba, palais de Topkapı).

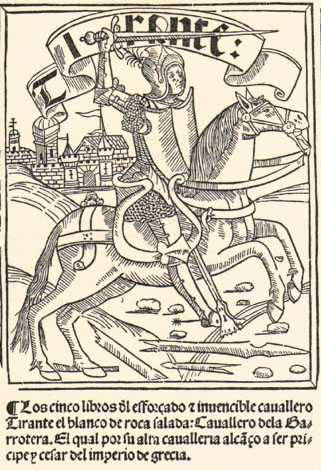
Page de garde de la version espagnole de 1511 de Tirant le Blanc.

Partout en Occident, on s'accommode de la domination ottomane. Cela est dû à l'inimitié profonde qui existe entre l'ancienne Constantinople des Grecs schismatiques et l'Occident chrétien. Pour certains, les Grecs reçoivent le châtiment qu'ils méritent après avoir pillé Troie, les Ottomans étant une forme de réincarnation des Troyens. En outre, la papauté, profondément affaiblie par le Grand Schisme d'Occident, n'a plus la même influence sur les royautés occidentales qu'au temps des croisades. Bientôt, la nécessité l'emporte et les États chrétiens se rendent compte qu'ils ne peuvent se passer d'un partenaire commercial comme les Ottomans. Selon Jacques Heers, la raison d'État l'emporte sur la défense de la foi et il symbolise cette idée par cette phrase de Louis XI : « Et même s'il fallait aller plus loin et reconquérir Constantinople, vous êtes plus tenus au roi et à son pays que vous ne l'êtes à l'empereur de Grèce et autres seigneurs du Levant et ce ne serait pas grand honneur à vous que de le vouloir tout en laissant détruire le roi et les royaumes par les Anglais ». Dès lors, seules les complaintes de quelques esprits romanesques comme Olivier de la Marche témoignent du désarroi que cause la chute de Constantinople. En Espagne, en 1460, le roman de Joanot Martorell Tirant le Blanc, qui inspire Miguel de Cervantes pour Don Quichotte, raconte les aventures d'un chevalier breton parti libérer la Grèce des forces ottomanes. Mais ces hommes restent minoritaires et il ne faut pas plus de quelques années pour voir l'idée d'un Empire byzantin disparaître définitivement. Cet état de fait est confirmé en 1536 par l'alliance entre le roi de France François Ier et Soliman le Magnifique quatre-vingt-trois ans après la chute de Constantinople.
En Europe, seule la Russie tente d'assurer l'héritage byzantin. Dernier pays orthodoxe à ne pas subir la domination ottomane, la Russie se considère comme l'héritière directe de l'Empire romain et le seul empire chrétien digne de ce nom. « Constantinople est tombée pour avoir trahi la Vraie Foi. Mais la Foi orthodoxe vit encore, c'est celle des Sept conciles, telle que Constantinople l'a transmise au grand prince Vladimir. Il n'existe plus qu'une seule Église orthodoxe au monde, l'Église de Russie ». Le métropolite de Moscou écrit ce texte en 1458 et condamne l'Union signée au concile de Florence. Dès lors, Moscou devient la « Troisième Rome » par la volonté de Dieu tandis que le tsar Ivan III épouse Zoé, l'une des dernières représentantes de la famille Paléologue. Cette union permet à Ivan III de récupérer l'aigle à deux têtes du blason impérial et de s'attribuer de facto le titre de successeur de l'Empire byzantin.

### Fin du Moyen Âge?

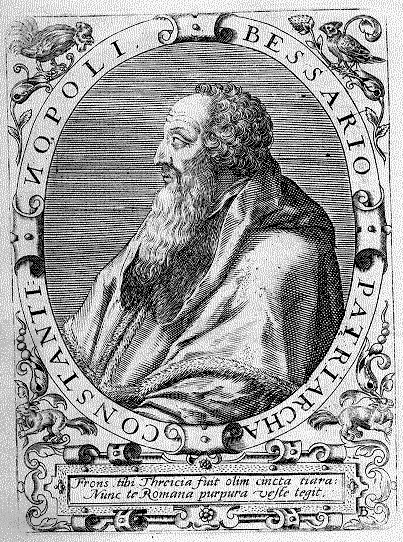
Portrait de Jean Bessarion par Théodore de Bry.

Avec l'année 1492 et la découverte de l'Amérique, l'année 1453 est souvent perçue comme l'une des dates clés faisant basculer le monde du Moyen Âge vers la Renaissance et l'Époque moderne. Plusieurs raisons justifient une telle vision. Tout d'abord, la chute de Constantinople signifie la fin de l'Empire byzantin dont l'essence est fondamentalement médiévale, du moins à partir d'Héraclius. En tant qu'héritier de la Rome antique voire de la Grèce antique, l'empire possède de vastes bibliothèques dans lesquelles sont préservés de multiples écrits de savants et érudits gréco-romains. Ainsi, Constantinople apparaît comme la passerelle directe entre l'Antiquité et la Renaissance caractérisée par le retour en grâce des anciens textes. Dès le XIXe siècle se propage l’idée que la chute de Constantinople est à l’origine directe de la Renaissance. En effet, de nombreux savants grecs décident de s’exiler en Italie, apportant leurs savoirs et leurs manuscrits avec eux. Cette thèse est notamment défendue par Jules Michelet.
Toutefois, à la suite des travaux du médiéviste américain Charles H. Haskins, qui font aujourd'hui autorité, les historiens actuels remettent en question l’idée d’un tournant brutal. Ils rappellent que les intellectuels de la Grèce antique sont déjà étudiés au Moyen Âge. Jacques Verger notamment met en évidence le mouvement important de traduction des œuvres scientifiques et philosophiques grecques et arabes qui a lieu au XIIe siècle, c'est-à-dire en plein cœur du Moyen Âge. En particulier, la plupart des œuvres d'Aristote étaient déjà traduites, commentées et enseignées dès les XIIe et XIIIe siècles, ce qui provoqua la naissance de la scolastique médiévale avec Thomas d'Aquin.
Plus généralement, les historiens contestent l’idée d’un changement brutal et mettent en avant l’aspect progressif du passage à la Renaissance. Ainsi, Steven Runciman conteste l'idée que la prise de Constantinople signifie précisément la fin du Moyen Âge : « Il n'existe aucun point, aucun moment qui marque réellement le passage du monde médiéval au monde moderne. Bien avant 1453, cette période que l'on appelle la Renaissance avait déjà commencé en Italie et dans le monde méditerranéen. Bien après 1453, les idées du Moyen Âge ont continué d'avoir cours en Occident ». Ainsi, s’il est exact que des intellectuels byzantins viennent en Italie à la suite de la chute de Constantinople ou dans les années précédant celle-ci, comme le cardinal Bessarion qui légua ensuite sa collection de manuscrits à la bibliothèque de Venise, ce mouvement commence bien avant 1453. Dès 1396, Manuel Chrysoloras part pour Florence où il enseigne le grec. De nombreux Italiens se rendent à Constantinople d’où ils repartent avec des manuscrits comme Giovanni Aurispa qui ramène une grande partie des œuvres de Platon en Europe occidentale dès 1430. De même, le concile de Florence en 1438 est l’occasion de rencontres entre les intellectuels italiens et les membres de l’ambassade byzantine parmi lesquels figurent de nombreux érudits. En définitive, le départ des élites byzantines n’est pas uniquement lié à la seule chute de Constantinople mais bien au lent délitement de l’Empire byzantin. Toutefois, l’apport grec reste décisif en ce qui concerne la langue : les érudits byzantins vont permettre aux Italiens et aux Européens en général d’accroître leur connaissance du grec et donc de traduire de façon plus exacte les nombreux textes antiques.
Dans un autre domaine, certains historiens ont aussi mis en avant l'impact de la prise de Constantinople dans l'histoire militaire. En effet, l'utilisation importante et efficace de l'artillerie est une avancée majeure. Les canons peuvent dès lors être utilisés pour mettre à bas les vieilles forteresses médiévales réputées jusqu'alors imprenables. Ce fait est à mettre en parallèle avec la fin de la guerre de Cent Ans, la même année, parfois perçue comme l'un des derniers conflits médiévaux.
Enfin, il a parfois été rapporté que la chute de Constantinople est à l’origine du mouvement des Grandes Découvertes du fait de la fermeture des routes commerciales entre l’Orient et l’Occident qu’elle engendre. Les Européens se mettent alors à chercher d’autres voies d’approvisionnement par l’ouest et parviennent à contourner l'Afrique. Ainsi, Sešan parle de la découverte de l'Amérique comme d'un cadeau offert indirectement par les Byzantins aux Européens. Toutefois, là encore, cette idée doit être relativisée car le mouvement d’exploration maritime commence dès le début du XVe siècle, à une époque où l’Empire ottoman est en crise après sa défaite face à Tamerlan, et ne représente donc pas une menace directe pour le commerce. En outre, les Grandes Découvertes sont à l’instigation des Portugais (avec Henri le Navigateur) qui ne sont pas directement concernés par la menace turque à la différence des républiques italiennes qui entretiennent quant à elles de nombreux comptoirs au Levant. Si ces derniers disparaissent effectivement les uns après les autres à la suite de la chute de Constantinople, le commerce dans le Levant subsiste et toutes les routes commerciales ne sont pas coupées. Celle de la mer Rouge ne disparaît qu’avec la conquête de l’Égypte par les Ottomans en 1517, conquête qui constitue la « Catastrophe finale » pour le commerce méditerranéen, aux côtés de l’arrivée des Portugais en Inde. Toutefois, la chute de Constantinople et le contrôle accru des Ottomans en Méditerranée orientale a effectivement encouragé les Européens à financer des activités dans l’Atlantique. Ainsi, Gênes soutient financièrement le développement de l'activité sucrière à Madère ou aux Canaries.
En définitive, il reste difficile aujourd'hui d'attribuer une date exacte à la fin du Moyen Âge. Cet événement est plutôt le fruit d'un lent processus s'étalant tout au long du XVe siècle voire jusqu'au début du XVIe siècle. Par conséquent, si la chute de Constantinople n'est pas la date précise de la fin du Moyen Âge, elle en est une des étapes clés.

## Sources

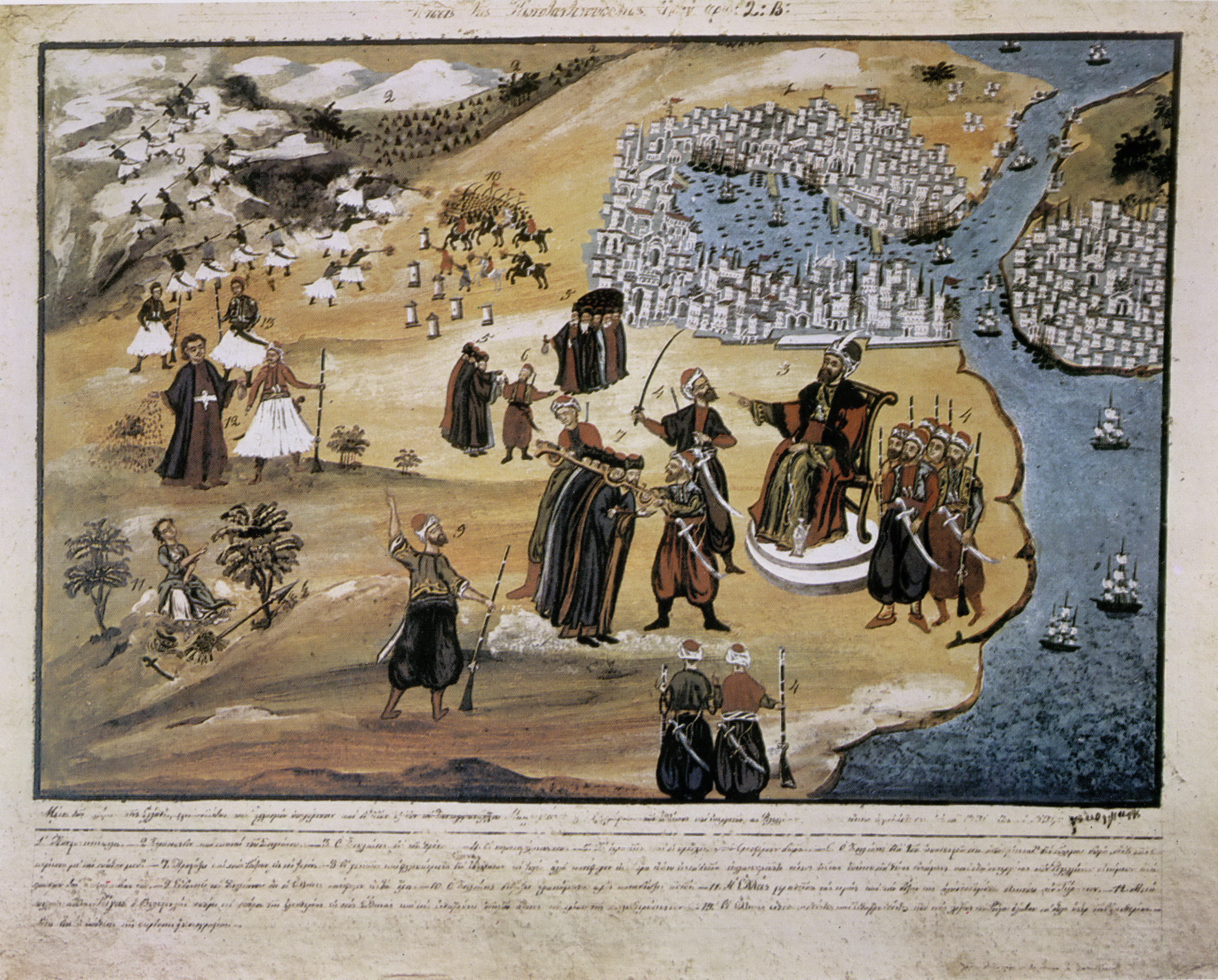
Peinture de Panagiotis Zographos représentant la chute de Constantinople. Cette œuvre fait partie d'une série de tableaux sur la guerre d'indépendance grecque et on peut reconnaître sur la gauche le personnage de Rigas Velestinlis, l'un des premiers martyrs grecs en train de semer les graines de la liberté.

La chute de Constantinople a été l'objet de nombreuses chroniques et récits d'historiens contemporains. Parmi ceux-ci, la chronique du Vénitien Nicolò Barbaro, témoin oculaire du siège, est souvent l'ouvrage le plus utilisé pour retranscrire les événements du siège. Barbaro a en effet noté avec précision la chronologie de la chute de Constantinople jour après jour, bien qu'il ait tendance à accuser les Génois de nombreux maux. Il livre une liste complète des nobles vénitiens participant à la bataille ainsi que de ceux qui sont faits prisonniers. Toutefois, il existe quelques imprécisions et contradictions dans le texte de Barbaro. Parmi les autres auteurs latins, la lettre de l'archevêque Léonard de Chio envoyée au pape peu après la fin du siège est aussi un document très utilisé, bien que là encore l'auteur ne se prive pas d'une certaine subjectivité, notamment envers les Grecs. Ubertino Pusculus, lui aussi présent au moment du siège, a livré un récit épique de la bataille particulièrement utile pour l'étude prosopographique des participants. Le marchand Jacopo Tedaldi, Isidore de Kiev ou encore le podestat de Péra Giovanni Lomellino ont aussi écrit des documents relatant les évènements.
Parmi les sources grecques, le récit de Georges Sphrantzès a été à l'origine de nombreuses controverses. En effet, bien qu'il ait participé au siège, l'œuvre principale de Sphrantzès parfois connue sous le nom de Chronique Mineure est particulièrement laconique sur l'événement. L'idée prévalant est que l'historien aurait perdu ses notes après sa capture. Toutefois, un texte du XVIe siècle attribué à Georges Sphrantzès et connu sous le nom de Chronique majeure comprend un récit autrement détaillé du siège de Constantinople. On a estimé, à partir des années 1930, que le texte était un faux, imputable à Macaire Mélissène. Malgré tout, certains historiens du siège comme Steven Runciman ont continué d'utiliser ce récit des faits, en persistant à supposer que Macaire Mélissène n'a fait que publier les notes perdues par Georges Sphrantzès. L'opinion commune aujourd'hui tend à considérer le récit du siège comme étant aussi peu digne de confiance que le reste de la Chronique Majeure.
S'il n'existe pas de récits détaillés issus de témoins grecs du siège, plusieurs historiens grecs relatèrent les événements dans les années qui suivirent. Michel Doukas et Laonicos Chalcondyle ont retracé le siège et la prise de la ville. Doukas se distingue par le fait qu'il est le seul à mentionner l'épisode de la Kerkoporta ; Chalcocondyle, admirateur d'Hérodote et de Thucydide, s'efforce d'être objectif. L'avantage de ces textes plus tardifs réside dans le fait que les historiens ont probablement interrogé des participants au siège (Doukas a ainsi interrogé l'amiral Hamza Bey). Critobule d'Imbros, bien qu'il n'ait point participé à la bataille, l'a lui aussi évoquée ; son récit vivant, clairement sujet à caution dans la mesure où Critobule est au service du sultan, auquel son œuvre est dédiée, ne manque pas d'intérêt ne serait-ce que par son exploitation de sources tantôt grecques, tantôt turques.
Il existe aussi deux chroniques slaves d'un certain intérêt à propos de la bataille. Tout d'abord Les mémoires d'un janissaire écrits par un certain Constantin d'Ostrovica (parfois appelé Michel d'Ostrovica) dans un mélange de polonais et de slavon. En mai 1453, Constantin d'Ostrovica est un membre du détachement envoyé par Đurađ Branković. Son texte est intéressant car il illustre le point de vue d'un chrétien converti à l'islam et combattant au sein des troupes ottomanes (il s'engage dans le corps des janissaires après le siège). Le deuxième texte slave est La Chronique slave écrite en plusieurs langues et dont l'auteur est inconnu bien que la version russe soit au nom d'un certain Nestor Iskander. Il est fort probable que l'auteur a participé à la bataille, compte tenu de la richesse de la description, notamment quant aux événements survenus près de la muraille terrestre. Toutefois, certaines erreurs sont notables, que ce soit au niveau des dates mais aussi de l'ajout de personnages imaginaires comme un patriarche ou une impératrice,. Quant aux sources ottomanes, elles sont étonnamment peu nombreuses étant donné l'importance du siège et souvent difficile d'accès pour les auteurs occidentaux, en plus d'adopter un style poétique qui complique le travail de recherche. On peut toutefois mentionner le récit de Tursun Beg, qui est peut-être un témoin oculaire du siège, et surtout celui de Saad-ed-Din écrit plus tardivement. Toutefois, les chroniqueurs ottomans s'attardent peu sur la description du siège, à l'exception de l'assaut final, et préfèrent se concentrer sur les aspects politiques. Enfin, les textes plus tardifs comme celui d'Evliya Çelebi au XVIIe siècle sont très fantaisistes.

## Dans les arts

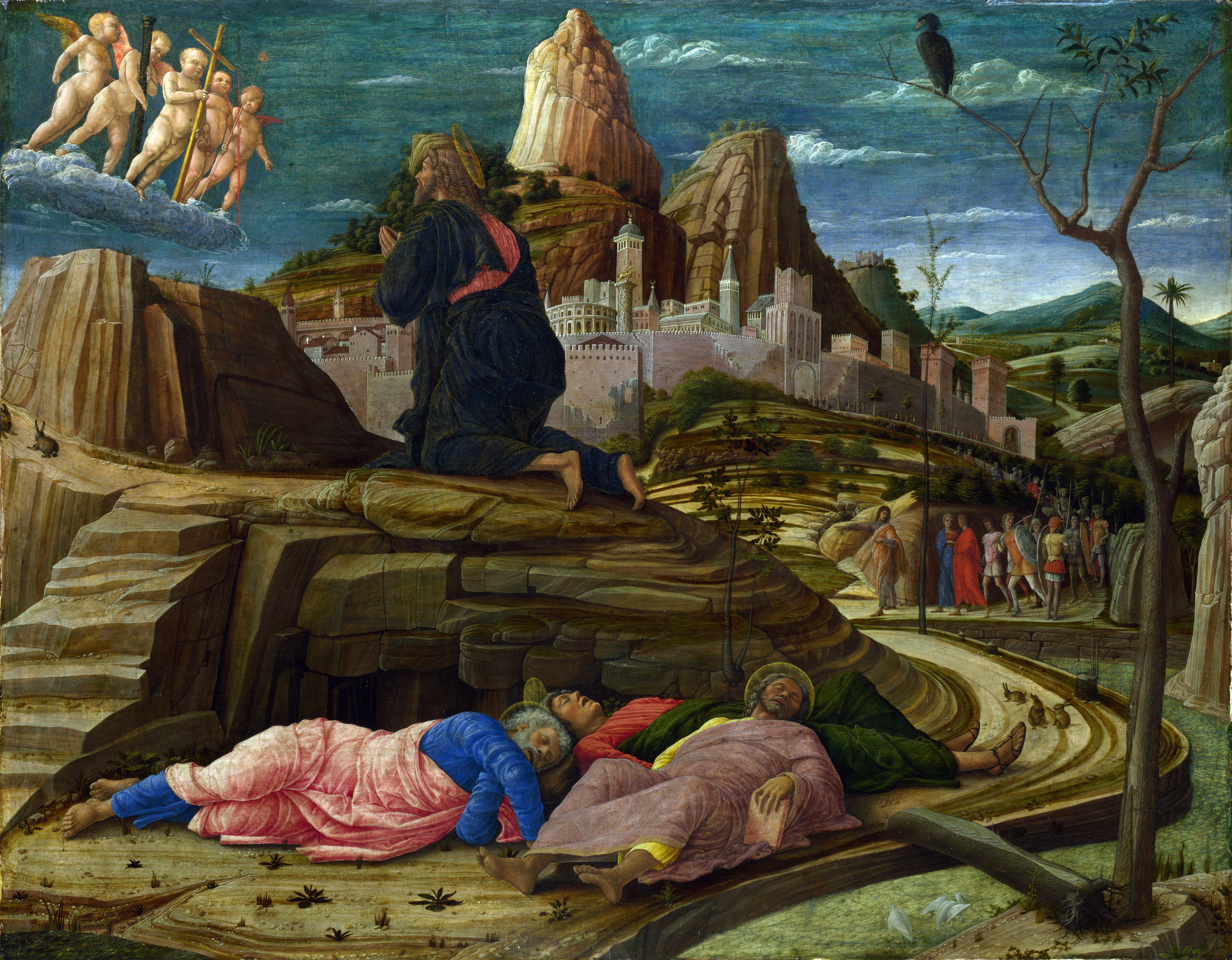
L'Agonie au jardin des Oliviers d'Andrea Mantegna représentant la ville de Constantinople à la place de Jérusalem (on reconnaît notamment la statue des Chevaux de Saint-Marc volée par les Vénitiens au lendemain de la prise de Constantinople par les Croisés en 1204).

Très peu de temps après l'événement, la chute de Constantinople est devenue un thème artistique abordé à plusieurs reprises. La ville de Constantinople a toujours fait rêver l'Occident du fait de sa grandeur et de son opulence. De nombreuses œuvres picturales des XVe et XVIe siècles représentent son siège, parfois à des fins politiques, comme les nombreuses fresques de monastères moldaves du règne de Pierre IV Rareş (1527-1538 et 1541-1546). Le prince moldave tente alors de s'opposer à la progression ottomane. Plusieurs des représentations de Constantinople présentent des événements divins (une pluie de feu par exemple) qui sauvent la ville de l'invasion ottomane. Le thème de l'Hymne Acathiste qui sauve Constantinople contre les Perses et les Avars est repris par les Moldaves qui s'en considèrent comme les nouveaux bénéficiaires. En Italie, la ville de Constantinople remplace rapidement la ville de Jérusalem dans plusieurs tableaux religieux d'Andrea Mantegna (L'Agonie au Jardin des Oliviers) ou encore Jacopo Bellini.
La chute de Constantinople a bien sûr un grand impact sur la culture grecque de l’époque et plusieurs poèmes lui sont consacrés ainsi que des traditions relatant la renaissance de l’Empire et le retour de l’empereur. Parmi celles-ci figurent la légende de l’empereur pétrifié qui raconte qu’à l’entrée des Turcs dans la cité, Constantin XI se porta à leur rencontre mais fut rapidement encerclé et mis à terre. Toutefois, lorsqu’un Turc tenta de lui porter le coup fatal, un ange intervint et emporta Constantin au sein d’une grotte souterraine sous la Porte d’Or où il fut laissé pétrifié, l’ange devant revenir lui rendre la vie et lui confier son épée pour qu’il reprenne la ville. Les Turcs murèrent alors la Porte d’Or pour parer à toutes les superstitions. Parmi les nombreuses œuvres qui s'appuient sur la fin légendaire de Constantin XI, citons Mort et résurrection de Constantin Paléologue, poème d’Odysséas Elýtis ou la tragédie Constantin Paléologue de Níkos Kazantzákis. Une autre tradition prétend que l’autel de Sainte-Sophie fut chargé à bord d’un navire franc qui sombra dans la mer de Marmara. L’autel emporté par les flots devait rester là jusqu’à la reprise de la ville où il serait ramené dans l’enceinte de la basilique. Entre-temps, l’autel devait rendre la mer calme à l’endroit où il se trouvait et ce, quel que soit le temps. À partir du XVIIIe siècle, la prise de Constantinople devient l'un des thèmes les plus riches de la littérature néo-hellénique et des chansons populaires grecques : la plus célèbre de ces chansons est sans conteste celle qui évoque le mobilier liturgique sacré de Sainte-Sophie et s'achève sur l'espérance consolatrice donnée à la Vierge « qu'avec les ans, avec le temps, toutes ces choses seront de nouveau à elle ».
Du fait de son intensité et de son importance, la chute de Constantinople a une incidence non négligeable sur le plan culturel. Ainsi, le croissant de Lune et l'étoile présents sur le drapeau de la Turquie pourraient être liés à la prise de la ville. Ils sont censés être l'illustration des mêmes symboles apparus lors d'un rêve à Mehmed II et présageant de sa victoire. En outre, le croissant et l'étoile étaient parfois des symboles employés par l'Empire byzantin. Si le croissant était déjà utilisé par les Ottomans avant la prise de la ville, Mehmed lui aurait adjoint l'étoile pour reprendre l'héritage du défunt empire. L'écrivain autrichien Stefan Zweig fait de l'événement l'une des Très Riches Heures de l'humanité, titre qu'il donne à un roman dans lequel il décrit des instants historiques d'une rare intensité, décisifs dans le destin du monde. En 1939, sous le pseudonyme de Maurice de Moulins, l'écrivain Albert Bonneau donne pour cadre à son roman Les Amants de Byzance cet instant critique. Paradoxalement, le seul film occidental à traiter du sujet est L'Agonie de Byzance du réalisateur Louis Feuillade qui paraît en 1913. Toutefois, l'intensité du siège et la disproportion des forces servent de sources d'inspiration. Ainsi, la bataille des Champs du Pelennor dans Le Seigneur des anneaux s'inspire du siège de Constantinople.
Istanbul ouvre en 2009 le Musée Panorama 1453 consacré à cet événement. En 1951, Aydın Arakon réalise İstanbul'un Fethi, la superproduction turque Constantinople sortie en février 2012 qui est le film au plus gros budget de l'histoire du cinéma turc a suscité certaines controverses. Retraçant la prise de Constantinople par Mehmed II, le film a été l'objet de nombreuses critiques en Grèce du fait de la représentation jugée offensante des Byzantins et notamment de Constantin XI ainsi que de l'absence de toute mention du pillage de la ville. Au contraire, en Turquie, Fetih 1453 a suscité un grand engouement, attirant plus de six millions de spectateurs, un record en Turquie. Fetih 1453 se place dans la droite ligne du renouveau ottoman perceptible en Turquie depuis quelques années. Ce mouvement se caractérise par une reconsidération de la période ottomane dans l'historiographie turque. Autrefois dépeinte comme décadente, la période ottomane est perçue de plus en plus positivement en Turquie, notamment ses épisodes les plus glorieux comme la prise de Constantinople ou le règne de Soliman le Magnifique. En 2019, une mini-série documentaire turque, L'Essor de l'Empire ottoman produite par Netflix retrace sous un format plus réaliste la prise de Constantinople.
L'extension Victors and Vanquished du jeu Age of Empires II: Definitive Edition contient deux scénarios dépeignant l’événement du point de vue des deux camps.